# Administratieve indeling van Java (Nederlands-Indië)
Deze pagina bevat een overzicht van de administratieve indeling van Java rond 1938. De originele spelling uit de periode is aangehouden.

## Overzicht
| Europees bestuur         | Europees bestuur      | Europees bestuur      | Europees bestuur       | Inlands bestuur  | Inlands bestuur         | Inlands bestuur    | Inlands bestuur            | Inlands bestuur           |
| Provincie / Gouvernement | Provincie Hoofdplaats | Residentie (Afdeling) | Residentie Hoofdplaats | Regentschap      | Regentschap Hoofdplaats | District           | Standplaats Districtshoofd | Onderdistrict             |
| ------------------------ | --------------------- | --------------------- | ---------------------- | ---------------- | ----------------------- | ------------------ | -------------------------- | ------------------------- |
| West-Java                | Batavia               | Bantam                | Serang                 | Serang           | Serang                  | Serang             | Serang                     | Serang                    |
| West-Java                | Batavia               | Bantam                | Serang                 | Serang           | Serang                  | Serang             | Serang                     | Kasemen                   |
| West-Java                | Batavia               | Bantam                | Serang                 | Serang           | Serang                  | Serang             | Serang                     | Taktakan                  |
| West-Java                | Batavia               | Bantam                | Serang                 | Serang           | Serang                  | Serang             | Serang                     | Kramatwatoe               |
| West-Java                | Batavia               | Bantam                | Serang                 | Serang           | Serang                  | Serang             | Serang                     | Blagendong                |
| West-Java                | Batavia               | Bantam                | Serang                 | Serang           | Serang                  | Tjiroeas           | Tjiroeas                   | Tjiroeas                  |
| West-Java                | Batavia               | Bantam                | Serang                 | Serang           | Serang                  | Tjiroeas           | Tjiroeas                   | Walantaka                 |
| West-Java                | Batavia               | Bantam                | Serang                 | Serang           | Serang                  | Tjiroeas           | Tjiroeas                   | Kragilan                  |
| West-Java                | Batavia               | Bantam                | Serang                 | Serang           | Serang                  | Tjiroeas           | Tjiroeas                   | Parigi                    |
| West-Java                | Batavia               | Bantam                | Serang                 | Serang           | Serang                  | Pontang            | Begog                      | Pontang                   |
| West-Java                | Batavia               | Bantam                | Serang                 | Serang           | Serang                  | Pontang            | Begog                      | Tanara                    |
| West-Java                | Batavia               | Bantam                | Serang                 | Serang           | Serang                  | Pontang            | Begog                      | Tjarenang                 |
| West-Java                | Batavia               | Bantam                | Serang                 | Serang           | Serang                  | Pamerajan          | Pamerajan                  | Pamerajan                 |
| West-Java                | Batavia               | Bantam                | Serang                 | Serang           | Serang                  | Pamerajan          | Pamerajan                  | Kopo (Garoet)             |
| West-Java                | Batavia               | Bantam                | Serang                 | Serang           | Serang                  | Pamerajan          | Pamerajan                  | Petir                     |
| West-Java                | Batavia               | Bantam                | Serang                 | Serang           | Serang                  | Pamerajan          | Pamerajan                  | Tjikeusal                 |
| West-Java                | Batavia               | Bantam                | Serang                 | Serang           | Serang                  | Tjilegon           | Tjilegon                   | Tjilegon                  |
| West-Java                | Batavia               | Bantam                | Serang                 | Serang           | Serang                  | Tjilegon           | Tjilegon                   | Poeloemerak               |
| West-Java                | Batavia               | Bantam                | Serang                 | Serang           | Serang                  | Tjilegon           | Tjilegon                   | Bodjonegara               |
| West-Java                | Batavia               | Bantam                | Serang                 | Serang           | Serang                  | Anjer              | Anjerlor                   | Anjerlor                  |
| West-Java                | Batavia               | Bantam                | Serang                 | Serang           | Serang                  | Anjer              | Anjerlor                   | Pasaoeran                 |
| West-Java                | Batavia               | Bantam                | Serang                 | Serang           | Serang                  | Anjer              | Anjerlor                   | Mentjak                   |
| West-Java                | Batavia               | Bantam                | Serang                 | Serang           | Serang                  | Tjiomas            | Tjiomas                    | Tjiomas                   |
| West-Java                | Batavia               | Bantam                | Serang                 | Serang           | Serang                  | Tjiomas            | Tjiomas                    | Goenoengsari              |
| West-Java                | Batavia               | Bantam                | Serang                 | Serang           | Serang                  | Tjiomas            | Tjiomas                    | Padarintjang              |
| West-Java                | Batavia               | Bantam                | Serang                 | Serang           | Serang                  | Tjiomas            | Tjiomas                    | Baros                     |
| West-Java                | Batavia               | Bantam                | Serang                 | Lebak            | Rangkasbitoeng          | Lebak              | Leuwidamar                 | Lebak                     |
| West-Java                | Batavia               | Bantam                | Serang                 | Lebak            | Rangkasbitoeng          | Lebak              | Leuwidamar                 | Moentjang                 |
| West-Java                | Batavia               | Bantam                | Serang                 | Lebak            | Rangkasbitoeng          | Lebak              | Leuwidamar                 | Tjimarga                  |
| West-Java                | Batavia               | Bantam                | Serang                 | Lebak            | Rangkasbitoeng          | Lebak              | Leuwidamar                 | Tjipanas                  |
| West-Java                | Batavia               | Bantam                | Serang                 | Lebak            | Rangkasbitoeng          | Paroengkoedjang    | Goenoeng Kentjana          | Paroengkoedjang           |
| West-Java                | Batavia               | Bantam                | Serang                 | Lebak            | Rangkasbitoeng          | Paroengkoedjang    | Goenoeng Kentjana          | Koempaj                   |
| West-Java                | Batavia               | Bantam                | Serang                 | Lebak            | Rangkasbitoeng          | Paroengkoedjang    | Goenoeng Kentjana          | Tjileles                  |
| West-Java                | Batavia               | Bantam                | Serang                 | Lebak            | Rangkasbitoeng          | Paroengkoedjang    | Goenoeng Kentjana          | Bodjongmanik              |
| West-Java                | Batavia               | Bantam                | Serang                 | Lebak            | Rangkasbitoeng          | Rangkasbitoeng     | Rangkasbitoeng             | Rangkasbitoeng            |
| West-Java                | Batavia               | Bantam                | Serang                 | Lebak            | Rangkasbitoeng          | Rangkasbitoeng     | Rangkasbitoeng             | Waroenggoenoeng           |
| West-Java                | Batavia               | Bantam                | Serang                 | Lebak            | Rangkasbitoeng          | Rangkasbitoeng     | Rangkasbitoeng             | Sadjira                   |
| West-Java                | Batavia               | Bantam                | Serang                 | Lebak            | Rangkasbitoeng          | Rangkasbitoeng     | Rangkasbitoeng             | Madja                     |
| West-Java                | Batavia               | Bantam                | Serang                 | Lebak            | Rangkasbitoeng          | Tjilangkahan       | Malingping                 | Tjilangkahan              |
| West-Java                | Batavia               | Bantam                | Serang                 | Lebak            | Rangkasbitoeng          | Tjilangkahan       | Malingping                 | Tjihara                   |
| West-Java                | Batavia               | Bantam                | Serang                 | Lebak            | Rangkasbitoeng          | Tjilangkahan       | Malingping                 | Bajah                     |
| West-Java                | Batavia               | Bantam                | Serang                 | Pandeglang       | Pandeglang              | Pandeglang         | Pandeglang                 | Pandeglang                |
| West-Java                | Batavia               | Bantam                | Serang                 | Pandeglang       | Pandeglang              | Pandeglang         | Pandeglang                 | Tjadasari                 |
| West-Java                | Batavia               | Bantam                | Serang                 | Pandeglang       | Pandeglang              | Pandeglang         | Pandeglang                 | Kadoegedong               |
| West-Java                | Batavia               | Bantam                | Serang                 | Pandeglang       | Pandeglang              | Pandeglang         | Pandeglang                 | Batoebantar               |
| West-Java                | Batavia               | Bantam                | Serang                 | Pandeglang       | Pandeglang              | Pandeglang         | Pandeglang                 | Mandalawangi              |
| West-Java                | Batavia               | Bantam                | Serang                 | Pandeglang       | Pandeglang              | Menes              | Menes                      | Menes                     |
| West-Java                | Batavia               | Bantam                | Serang                 | Pandeglang       | Pandeglang              | Menes              | Menes                      | Tjiandoer                 |
| West-Java                | Batavia               | Bantam                | Serang                 | Pandeglang       | Pandeglang              | Menes              | Menes                      | Bodjong                   |
| West-Java                | Batavia               | Bantam                | Serang                 | Pandeglang       | Pandeglang              | Menes              | Menes                      | Moendjoel                 |
| West-Java                | Batavia               | Bantam                | Serang                 | Pandeglang       | Pandeglang              | Tjaringin          | Laboean                    | Laboean                   |
| West-Java                | Batavia               | Bantam                | Serang                 | Pandeglang       | Pandeglang              | Tjaringin          | Laboean                    | Pagelaran                 |
| West-Java                | Batavia               | Bantam                | Serang                 | Pandeglang       | Pandeglang              | Tjaringin          | Laboean                    | Tjening                   |
| West-Java                | Batavia               | Bantam                | Serang                 | Pandeglang       | Pandeglang              | Tjibalioeng        | Batoehideunglor            | Tjibalioeng               |
| West-Java                | Batavia               | Bantam                | Serang                 | Pandeglang       | Pandeglang              | Tjibalioeng        | Batoehideunglor            | Tjimanggoe                |
| West-Java                | Batavia               | Bantam                | Serang                 | Pandeglang       | Pandeglang              | Tjibalioeng        | Batoehideunglor            | Rangkas                   |
| West-Java                | Batavia               | Bantam                | Serang                 | Pandeglang       | Pandeglang              | Tjibalioeng        | Batoehideunglor            | Tjikeusik                 |
| West-Java                | Batavia               | Batavia               | Batavia                | Batavia          | Batavia                 | Batavia            | Batavia                    | Manggabesar               |
| West-Java                | Batavia               | Batavia               | Batavia                | Batavia          | Batavia                 | Batavia            | Batavia                    | Pendjaringan              |
| West-Java                | Batavia               | Batavia               | Batavia                | Batavia          | Batavia                 | Batavia            | Batavia                    | Tandjoenpriok             |
| West-Java                | Batavia               | Batavia               | Batavia                | Batavia          | Batavia                 | Batavia            | Batavia                    | Duizend-eilanden          |
| West-Java                | Batavia               | Batavia               | Batavia                | Batavia          | Batavia                 | Weltevreden        | Weltevreden                | Gambir                    |
| West-Java                | Batavia               | Batavia               | Batavia                | Batavia          | Batavia                 | Weltevreden        | Weltevreden                | Tanahabang                |
| West-Java                | Batavia               | Batavia               | Batavia                | Batavia          | Batavia                 | Weltevreden        | Weltevreden                | Pasar Senen               |
| West-Java                | Batavia               | Batavia               | Batavia                | Batavia          | Batavia                 | Tangerang          | Tangerang                  | Tangerang                 |
| West-Java                | Batavia               | Batavia               | Batavia                | Batavia          | Batavia                 | Tangerang          | Tangerang                  | Tjengkareng               |
| West-Java                | Batavia               | Batavia               | Batavia                | Batavia          | Batavia                 | Tangerang          | Tangerang                  | Serpong                   |
| West-Java                | Batavia               | Batavia               | Batavia                | Batavia          | Batavia                 | Tangerang          | Tangerang                  | Tjoeroeg                  |
| West-Java                | Batavia               | Batavia               | Batavia                | Batavia          | Batavia                 | Tangerang          | Tangerang                  | Djati                     |
| West-Java                | Batavia               | Batavia               | Batavia                | Batavia          | Batavia                 | Balaradja          | Balaradja                  | Balaradja                 |
| West-Java                | Batavia               | Batavia               | Batavia                | Batavia          | Batavia                 | Balaradja          | Balaradja                  | Tigaraksa                 |
| West-Java                | Batavia               | Batavia               | Batavia                | Batavia          | Batavia                 | Balaradja          | Balaradja                  | Karesek                   |
| West-Java                | Batavia               | Batavia               | Batavia                | Batavia          | Batavia                 | Mawoek             | Mawoek                     | Mawoek                    |
| West-Java                | Batavia               | Batavia               | Batavia                | Batavia          | Batavia                 | Mawoek             | Mawoek                     | Teloeknaga                |
| West-Java                | Batavia               | Batavia               | Batavia                | Meester-Cornelis | Meester-Cornelis        | Meester-Cornelis   | Meester-Cornelis           | Meester-Cornelis          |
| West-Java                | Batavia               | Batavia               | Batavia                | Meester-Cornelis | Meester-Cornelis        | Meester-Cornelis   | Meester-Cornelis           | Pasarminggoe              |
| West-Java                | Batavia               | Batavia               | Batavia                | Meester-Cornelis | Meester-Cornelis        | Meester-Cornelis   | Meester-Cornelis           | Poelo Gadoeng             |
| West-Java                | Batavia               | Batavia               | Batavia                | Meester-Cornelis | Meester-Cornelis        | Meester-Cornelis   | Meester-Cornelis           | Pasar Rebo                |
| West-Java                | Batavia               | Batavia               | Batavia                | Meester-Cornelis | Meester-Cornelis        | Kebajoran          | Kebajoran                  | Kebajoran                 |
| West-Java                | Batavia               | Batavia               | Batavia                | Meester-Cornelis | Meester-Cornelis        | Kebajoran          | Kebajoran                  | Tjiledoek                 |
| West-Java                | Batavia               | Batavia               | Batavia                | Meester-Cornelis | Meester-Cornelis        | Kebajoran          | Kebajoran                  | Tjipoetat                 |
| West-Java                | Batavia               | Batavia               | Batavia                | Meester-Cornelis | Meester-Cornelis        | Kebajoran          | Kebajoran                  | Kebon Djeroek             |
| West-Java                | Batavia               | Batavia               | Batavia                | Meester-Cornelis | Meester-Cornelis        | Bekasi             | Bekasi                     | Bekasi                    |
| West-Java                | Batavia               | Batavia               | Batavia                | Meester-Cornelis | Meester-Cornelis        | Bekasi             | Bekasi                     | Tjibitoeng                |
| West-Java                | Batavia               | Batavia               | Batavia                | Meester-Cornelis | Meester-Cornelis        | Bekasi             | Bekasi                     | Tjilintjing               |
| West-Java                | Batavia               | Batavia               | Batavia                | Meester-Cornelis | Meester-Cornelis        | Tjikarang          | Tjikarang                  | Tjikarang                 |
| West-Java                | Batavia               | Batavia               | Batavia                | Meester-Cornelis | Meester-Cornelis        | Tjikarang          | Tjikarang                  | Tjabangboengin            |
| West-Java                | Batavia               | Batavia               | Batavia                | Krawang          | Poerwakarta             | Poerwakarta        | Poerwakarta                | Poerwakarta               |
| West-Java                | Batavia               | Batavia               | Batavia                | Krawang          | Poerwakarta             | Poerwakarta        | Poerwakarta                | Wanajasa                  |
| West-Java                | Batavia               | Batavia               | Batavia                | Krawang          | Poerwakarta             | Poerwakarta        | Poerwakarta                | Plered                    |
| West-Java                | Batavia               | Batavia               | Batavia                | Krawang          | Poerwakarta             | Poerwakarta        | Poerwakarta                | Tjampaka                  |
| West-Java                | Batavia               | Batavia               | Batavia                | Krawang          | Poerwakarta             | Tjikampek          | Tjikampek                  | Tjikampek                 |
| West-Java                | Batavia               | Batavia               | Batavia                | Krawang          | Poerwakarta             | Tjikampek          | Tjikampek                  | Telagasari                |
| West-Java                | Batavia               | Batavia               | Batavia                | Krawang          | Poerwakarta             | Tjikampek          | Tjikampek                  | Djatisari                 |
| West-Java                | Batavia               | Batavia               | Batavia                | Krawang          | Poerwakarta             | Tjikampek          | Tjikampek                  | Tjilamaja                 |
| West-Java                | Batavia               | Batavia               | Batavia                | Krawang          | Poerwakarta             | Krawang            | Krawang                    | Krawang                   |
| West-Java                | Batavia               | Batavia               | Batavia                | Krawang          | Poerwakarta             | Krawang            | Krawang                    | Klari                     |
| West-Java                | Batavia               | Batavia               | Batavia                | Krawang          | Poerwakarta             | Krawang            | Krawang                    | Teloekdjambe              |
| West-Java                | Batavia               | Batavia               | Batavia                | Krawang          | Poerwakarta             | Krawang            | Krawang                    | Pangkalan                 |
| West-Java                | Batavia               | Batavia               | Batavia                | Krawang          | Poerwakarta             | Rengasdengklok     | Rengasdengklok             | Rengasdengklok            |
| West-Java                | Batavia               | Batavia               | Batavia                | Krawang          | Poerwakarta             | Rengasdengklok     | Rengasdengklok             | Pedes                     |
| West-Java                | Batavia               | Batavia               | Batavia                | Krawang          | Poerwakarta             | Rengasdengklok     | Rengasdengklok             | Batoedjaja                |
| West-Java                | Batavia               | Batavia               | Batavia                | Krawang          | Poerwakarta             | Rengasdengklok     | Rengasdengklok             | Rawamerta                 |
| West-Java                | Batavia               | Batavia               | Batavia                | Krawang          | Poerwakarta             | Soebang            | Soebang                    | Soebang                   |
| West-Java                | Batavia               | Batavia               | Batavia                | Krawang          | Poerwakarta             | Soebang            | Soebang                    | Kalidjati                 |
| West-Java                | Batavia               | Batavia               | Batavia                | Krawang          | Poerwakarta             | Sagalaherang       | Sagalaherang               | Sagalaherang              |
| West-Java                | Batavia               | Batavia               | Batavia                | Krawang          | Poerwakarta             | Sagalaherang       | Sagalaherang               | Tjisalak                  |
| West-Java                | Batavia               | Batavia               | Batavia                | Krawang          | Poerwakarta             | Pamanoekan         | Pamanoekan                 | Pamanoekan                |
| West-Java                | Batavia               | Batavia               | Batavia                | Krawang          | Poerwakarta             | Pamanoekan         | Pamanoekan                 | Binong                    |
| West-Java                | Batavia               | Batavia               | Batavia                | Krawang          | Poerwakarta             | Pamanoekan         | Pamanoekan                 | Tjiasem                   |
| West-Java                | Batavia               | Batavia               | Batavia                | Krawang          | Poerwakarta             | Pegaden            | Pegaden                    | Pegaden                   |
| West-Java                | Batavia               | Batavia               | Batavia                | Krawang          | Poerwakarta             | Pegaden            | Pegaden                    | Poerwadadi                |
| West-Java                | Batavia               | Batavia               | Batavia                | Krawang          | Poerwakarta             | Pegaden            | Pegaden                    | Paboearan                 |
| West-Java                | Batavia               | Buitenzorg            | Buitenzorg             | Buitenzorg       | Buitenzorg              | Buitenzorg         | Buitenzorg                 | Buitenzorg                |
| West-Java                | Batavia               | Buitenzorg            | Buitenzorg             | Buitenzorg       | Buitenzorg              | Buitenzorg         | Buitenzorg                 | Semplak                   |
| West-Java                | Batavia               | Buitenzorg            | Buitenzorg             | Buitenzorg       | Buitenzorg              | Buitenzorg         | Buitenzorg                 | Tjiomas                   |
| West-Java                | Batavia               | Buitenzorg            | Buitenzorg             | Buitenzorg       | Buitenzorg              | Buitenzorg         | Buitenzorg                 | Kedoeghalang              |
| West-Java                | Batavia               | Buitenzorg            | Buitenzorg             | Buitenzorg       | Buitenzorg              | Tjiawi             | Tjiawi                     | Tjiawi                    |
| West-Java                | Batavia               | Buitenzorg            | Buitenzorg             | Buitenzorg       | Buitenzorg              | Tjiawi             | Tjiawi                     | Tjidjeroek                |
| West-Java                | Batavia               | Buitenzorg            | Buitenzorg             | Buitenzorg       | Buitenzorg              | Tjiawi             | Tjiawi                     | Tjisaroea                 |
| West-Java                | Batavia               | Buitenzorg            | Buitenzorg             | Buitenzorg       | Buitenzorg              | Tjibinong          | Tjibinong                  | Tjibinong                 |
| West-Java                | Batavia               | Buitenzorg            | Buitenzorg             | Buitenzorg       | Buitenzorg              | Tjibinong          | Tjibinong                  | Tjiteureup                |
| West-Java                | Batavia               | Buitenzorg            | Buitenzorg             | Buitenzorg       | Buitenzorg              | Tjibaroesa         | Tjibaroesa                 | Tjibaroesa                |
| West-Java                | Batavia               | Buitenzorg            | Buitenzorg             | Buitenzorg       | Buitenzorg              | Tjibaroesa         | Tjibaroesa                 | Lemahabang                |
| West-Java                | Batavia               | Buitenzorg            | Buitenzorg             | Buitenzorg       | Buitenzorg              | Tjibaroesa         | Tjibaroesa                 | Tjileungsi                |
| West-Java                | Batavia               | Buitenzorg            | Buitenzorg             | Buitenzorg       | Buitenzorg              | Tjibaroesa         | Tjibaroesa                 | Djonggol                  |
| West-Java                | Batavia               | Buitenzorg            | Buitenzorg             | Buitenzorg       | Buitenzorg              | Paroeng            | Paroeng                    | Paroeng                   |
| West-Java                | Batavia               | Buitenzorg            | Buitenzorg             | Buitenzorg       | Buitenzorg              | Paroeng            | Paroeng                    | Depok                     |
| West-Java                | Batavia               | Buitenzorg            | Buitenzorg             | Buitenzorg       | Buitenzorg              | Leuwiliang         | Leuwiliang                 | Leuwiliang                |
| West-Java                | Batavia               | Buitenzorg            | Buitenzorg             | Buitenzorg       | Buitenzorg              | Leuwiliang         | Leuwiliang                 | Roempin                   |
| West-Java                | Batavia               | Buitenzorg            | Buitenzorg             | Buitenzorg       | Buitenzorg              | Djasinga           | Djasinga                   | Djasinga                  |
| West-Java                | Batavia               | Buitenzorg            | Buitenzorg             | Buitenzorg       | Buitenzorg              | Djasinga           | Djasinga                   | Paroengpandjang           |
| West-Java                | Batavia               | Buitenzorg            | Buitenzorg             | Soekaboemi       | Soekaboemi              | Soekaboemi         | Soekaboemi                 | Soekaboemi                |
| West-Java                | Batavia               | Buitenzorg            | Buitenzorg             | Soekaboemi       | Soekaboemi              | Soekaboemi         | Soekaboemi                 | Soekaradja                |
| West-Java                | Batavia               | Buitenzorg            | Buitenzorg             | Soekaboemi       | Soekaboemi              | Soekaboemi         | Soekaboemi                 | Baros                     |
| West-Java                | Batavia               | Buitenzorg            | Buitenzorg             | Soekaboemi       | Soekaboemi              | Soekaboemi         | Soekaboemi                 | Tjisaät                   |
| West-Java                | Batavia               | Buitenzorg            | Buitenzorg             | Soekaboemi       | Soekaboemi              | Tjibadak           | Tjibadak                   | Tjibadak                  |
| West-Java                | Batavia               | Buitenzorg            | Buitenzorg             | Soekaboemi       | Soekaboemi              | Tjibadak           | Tjibadak                   | Nagrak                    |
| West-Java                | Batavia               | Buitenzorg            | Buitenzorg             | Soekaboemi       | Soekaboemi              | Tjibadak           | Tjibadak                   | Tjikembar                 |
| West-Java                | Batavia               | Buitenzorg            | Buitenzorg             | Soekaboemi       | Soekaboemi              | Tjitjoeroeg        | Tjitjoeroeg                | Tjitjoeroeg               |
| West-Java                | Batavia               | Buitenzorg            | Buitenzorg             | Soekaboemi       | Soekaboemi              | Tjitjoeroeg        | Tjitjoeroeg                | Paroengkoeda              |
| West-Java                | Batavia               | Buitenzorg            | Buitenzorg             | Soekaboemi       | Soekaboemi              | Tjitjoeroeg        | Tjitjoeroeg                | Benda                     |
| West-Java                | Batavia               | Buitenzorg            | Buitenzorg             | Soekaboemi       | Soekaboemi              | Tjitjoeroeg        | Tjitjoeroeg                | Klapanoenggal             |
| West-Java                | Batavia               | Buitenzorg            | Buitenzorg             | Soekaboemi       | Soekaboemi              | Palaboehan         | Palaboehanratoe            | Palaboehan                |
| West-Java                | Batavia               | Buitenzorg            | Buitenzorg             | Soekaboemi       | Soekaboemi              | Palaboehan         | Palaboehanratoe            | Waroengkiara              |
| West-Java                | Batavia               | Buitenzorg            | Buitenzorg             | Soekaboemi       | Soekaboemi              | Palaboehan         | Palaboehanratoe            | Tjikidang                 |
| West-Java                | Batavia               | Buitenzorg            | Buitenzorg             | Soekaboemi       | Soekaboemi              | Palaboehan         | Palaboehanratoe            | Tjisolok                  |
| West-Java                | Batavia               | Buitenzorg            | Buitenzorg             | Soekaboemi       | Soekaboemi              | Djampang-tengah    | Bodjong Lopang             | Djampang-tengah           |
| West-Java                | Batavia               | Buitenzorg            | Buitenzorg             | Soekaboemi       | Soekaboemi              | Djampang-tengah    | Bodjong Lopang             | Njalindoeng               |
| West-Java                | Batavia               | Buitenzorg            | Buitenzorg             | Soekaboemi       | Soekaboemi              | Djampang-tengah    | Bodjong Lopang             | Sagaranten                |
| West-Java                | Batavia               | Buitenzorg            | Buitenzorg             | Soekaboemi       | Soekaboemi              | Djampang koelon    | Djampang koelon            | Djampang koelon           |
| West-Java                | Batavia               | Buitenzorg            | Buitenzorg             | Soekaboemi       | Soekaboemi              | Djampang koelon    | Djampang koelon            | Lengkon                   |
| West-Java                | Batavia               | Buitenzorg            | Buitenzorg             | Soekaboemi       | Soekaboemi              | Djampang koelon    | Djampang koelon            | Tjiemas                   |
| West-Java                | Batavia               | Buitenzorg            | Buitenzorg             | Soekaboemi       | Soekaboemi              | Djampang koelon    | Djampang koelon            | Tjiratjap                 |
| West-Java                | Batavia               | Buitenzorg            | Buitenzorg             | Tjiandjoer       | Tjiandjoer              | Tjiandjoer         | Tjiandjoer                 | Tjiandjoer                |
| West-Java                | Batavia               | Buitenzorg            | Buitenzorg             | Tjiandjoer       | Tjiandjoer              | Tjiandjoer         | Tjiandjoer                 | Sabandar                  |
| West-Java                | Batavia               | Buitenzorg            | Buitenzorg             | Tjiandjoer       | Tjiandjoer              | Tjirandjang        | Tjirandjang                | Tjirandjang               |
| West-Java                | Batavia               | Buitenzorg            | Buitenzorg             | Tjiandjoer       | Tjiandjoer              | Tjirandjang        | Tjirandjang                | Bodjongpitjoeng           |
| West-Java                | Batavia               | Buitenzorg            | Buitenzorg             | Tjiandjoer       | Tjiandjoer              | Tjikalong koelon   | Tjikalong koelon           | Tjikalong koelon          |
| West-Java                | Batavia               | Buitenzorg            | Buitenzorg             | Tjiandjoer       | Tjiandjoer              | Tjikalong koelon   | Tjikalong koelon           | Mande                     |
| West-Java                | Batavia               | Buitenzorg            | Buitenzorg             | Tjiandjoer       | Tjiandjoer              | Patjet             | Patjet                     | Patjet                    |
| West-Java                | Batavia               | Buitenzorg            | Buitenzorg             | Tjiandjoer       | Tjiandjoer              | Patjet             | Patjet                     | Tjoegenang                |
| West-Java                | Batavia               | Buitenzorg            | Buitenzorg             | Tjiandjoer       | Tjiandjoer              | Tjibeber           | Tjibeber                   | Tjibeber                  |
| West-Java                | Batavia               | Buitenzorg            | Buitenzorg             | Tjiandjoer       | Tjiandjoer              | Tjibeber           | Tjibeber                   | Tjilakoe                  |
| West-Java                | Batavia               | Buitenzorg            | Buitenzorg             | Tjiandjoer       | Tjiandjoer              | Tjibeber           | Tjibeber                   | Waroengkondang            |
| West-Java                | Batavia               | Buitenzorg            | Buitenzorg             | Tjiandjoer       | Tjiandjoer              | Soekanagara        | Soekanagara                | Soekanagara               |
| West-Java                | Batavia               | Buitenzorg            | Buitenzorg             | Tjiandjoer       | Tjiandjoer              | Soekanagara        | Soekanagara                | Tjampaka                  |
| West-Java                | Batavia               | Buitenzorg            | Buitenzorg             | Tjiandjoer       | Tjiandjoer              | Soekanagara        | Soekanagara                | Pagelaran                 |
| West-Java                | Batavia               | Buitenzorg            | Buitenzorg             | Tjiandjoer       | Tjiandjoer              | Soekanagara        | Soekanagara                | Kadoepandak               |
| West-Java                | Batavia               | Buitenzorg            | Buitenzorg             | Tjiandjoer       | Tjiandjoer              | Sindangbarang      | Sindangbarang              | Leles                     |
| West-Java                | Batavia               | Buitenzorg            | Buitenzorg             | Tjiandjoer       | Tjiandjoer              | Sindangbarang      | Sindangbarang              | Tjibinong                 |
| West-Java                | Batavia               | Buitenzorg            | Buitenzorg             | Tjiandjoer       | Tjiandjoer              | Sindangbarang      | Sindangbarang              | Tjidaoen                  |
| West-Java                | Batavia               | Priangan              | Bandoeng               | Bandoeng         | Bandoeng                | Bandoeng           | Bandoeng                   | West-Bandoeng             |
| West-Java                | Batavia               | Priangan              | Bandoeng               | Bandoeng         | Bandoeng                | Bandoeng           | Bandoeng                   | Oost-Bandoeng             |
| West-Java                | Batavia               | Priangan              | Bandoeng               | Bandoeng         | Bandoeng                | Bandoeng           | Bandoeng                   | Bodjonglowa               |
| West-Java                | Batavia               | Priangan              | Bandoeng               | Bandoeng         | Bandoeng                | Lembang            | Lembang                    | Lembang                   |
| West-Java                | Batavia               | Priangan              | Bandoeng               | Bandoeng         | Bandoeng                | Lembang            | Lembang                    | Tjipaganti                |
| West-Java                | Batavia               | Priangan              | Bandoeng               | Bandoeng         | Bandoeng                | Lembang            | Lembang                    | Tjisaroea                 |
| West-Java                | Batavia               | Priangan              | Bandoeng               | Bandoeng         | Bandoeng                | Tjimahi            | Tjimahi                    | Tjimahi                   |
| West-Java                | Batavia               | Priangan              | Bandoeng               | Bandoeng         | Bandoeng                | Tjimahi            | Tjimahi                    | Batoedjadjar              |
| West-Java                | Batavia               | Priangan              | Bandoeng               | Bandoeng         | Bandoeng                | Tjimahi            | Tjimahi                    | Padalarang                |
| West-Java                | Batavia               | Priangan              | Bandoeng               | Bandoeng         | Bandoeng                | Tjikalongwetan     | Tjikalongwetan             | Tjikalongwetan            |
| West-Java                | Batavia               | Priangan              | Bandoeng               | Bandoeng         | Bandoeng                | Tjikalongwetan     | Tjikalongwetan             | Tjipeundeuj               |
| West-Java                | Batavia               | Priangan              | Bandoeng               | Bandoeng         | Bandoeng                | Tjikalongwetan     | Tjikalongwetan             | Tjipatat                  |
| West-Java                | Batavia               | Priangan              | Bandoeng               | Bandoeng         | Bandoeng                | Oedjoengbroeng     | Oedjoengbroeng             | Oedjoengbroeng            |
| West-Java                | Batavia               | Priangan              | Bandoeng               | Bandoeng         | Bandoeng                | Oedjoengbroeng     | Oedjoengbroeng             | Tjitjadas                 |
| West-Java                | Batavia               | Priangan              | Bandoeng               | Bandoeng         | Bandoeng                | Oedjoengbroeng     | Oedjoengbroeng             | Boeahbatoe                |
| West-Java                | Batavia               | Priangan              | Bandoeng               | Bandoeng         | Bandoeng                | Tjitjalengka       | Tjitjalengka               | Tjitjalengka              |
| West-Java                | Batavia               | Priangan              | Bandoeng               | Bandoeng         | Bandoeng                | Tjitjalengka       | Tjitjalengka               | Rantjaekek                |
| West-Java                | Batavia               | Priangan              | Bandoeng               | Bandoeng         | Bandoeng                | Tjitjalengka       | Tjitjalengka               | Paseh (Tjipakoe)          |
| West-Java                | Batavia               | Priangan              | Bandoeng               | Bandoeng         | Bandoeng                | Tjiparaj           | Tjiparaj                   | Tjiparaj                  |
| West-Java                | Batavia               | Priangan              | Bandoeng               | Bandoeng         | Bandoeng                | Tjiparaj           | Tjiparaj                   | Madjalaja                 |
| West-Java                | Batavia               | Priangan              | Bandoeng               | Bandoeng         | Bandoeng                | Tjiparaj           | Tjiparaj                   | Patjet                    |
| West-Java                | Batavia               | Priangan              | Bandoeng               | Bandoeng         | Bandoeng                | Bandjaran          | Bandjaran                  | Bandjaran                 |
| West-Java                | Batavia               | Priangan              | Bandoeng               | Bandoeng         | Bandoeng                | Bandjaran          | Bandjaran                  | Pameungpeuk               |
| West-Java                | Batavia               | Priangan              | Bandoeng               | Bandoeng         | Bandoeng                | Bandjaran          | Bandjaran                  | Pengalengan               |
| West-Java                | Batavia               | Priangan              | Bandoeng               | Bandoeng         | Bandoeng                | Soreang            | Soreang                    | Soreang                   |
| West-Java                | Batavia               | Priangan              | Bandoeng               | Bandoeng         | Bandoeng                | Soreang            | Soreang                    | Tjiwidej                  |
| West-Java                | Batavia               | Priangan              | Bandoeng               | Bandoeng         | Bandoeng                | Soreang            | Soreang                    | Pasirdjamboe (Tjisondari) |
| West-Java                | Batavia               | Priangan              | Bandoeng               | Bandoeng         | Bandoeng                | Tjililin           | Tjililin                   | Tjililin                  |
| West-Java                | Batavia               | Priangan              | Bandoeng               | Bandoeng         | Bandoeng                | Tjililin           | Tjililin                   | Sindangkerta              |
| West-Java                | Batavia               | Priangan              | Bandoeng               | Bandoeng         | Bandoeng                | Tjililin           | Tjililin                   | Goenoenghaloe             |
| West-Java                | Batavia               | Priangan              | Bandoeng               | Soemedang        | Soemedang               | Soemedang          | Soemedang                  | Soemedag-Zuid             |
| West-Java                | Batavia               | Priangan              | Bandoeng               | Soemedang        | Soemedang               | Soemedang          | Soemedang                  | Tjimalaka                 |
| West-Java                | Batavia               | Priangan              | Bandoeng               | Soemedang        | Soemedang               | Soemedang          | Soemedang                  | Soemedag-Noord            |
| West-Java                | Batavia               | Priangan              | Bandoeng               | Soemedang        | Soemedang               | Soemedang          | Soemedang                  | Tandjoengkerta            |
| West-Java                | Batavia               | Priangan              | Bandoeng               | Soemedang        | Soemedang               | Tandjoengsari      | Tandjoengsari              | Tandjoengsari             |
| West-Java                | Batavia               | Priangan              | Bandoeng               | Soemedang        | Soemedang               | Tandjoengsari      | Tandjoengsari              | Rantjabalong              |
| West-Java                | Batavia               | Priangan              | Bandoeng               | Soemedang        | Soemedang               | Tandjoengsari      | Tandjoengsari              | Tjikeroeh                 |
| West-Java                | Batavia               | Priangan              | Bandoeng               | Soemedang        | Soemedang               | Tjonggeang         | Tjonggeang                 | Tjonggeang                |
| West-Java                | Batavia               | Priangan              | Bandoeng               | Soemedang        | Soemedang               | Tjonggeang         | Tjonggeang                 | Boeahdoea                 |
| West-Java                | Batavia               | Priangan              | Bandoeng               | Soemedang        | Soemedang               | Tjonggeang         | Tjonggeang                 | Tomo                      |
| West-Java                | Batavia               | Priangan              | Bandoeng               | Soemedang        | Soemedang               | Darmaradja         | Darmaradja                 | Darmaradja                |
| West-Java                | Batavia               | Priangan              | Bandoeng               | Soemedang        | Soemedang               | Darmaradja         | Darmaradja                 | Tjadasngampar             |
| West-Java                | Batavia               | Priangan              | Bandoeng               | Soemedang        | Soemedang               | Darmaradja         | Darmaradja                 | Wado                      |
| West-Java                | Batavia               | Priangan              | Bandoeng               | Soemedang        | Soemedang               | Darmaradja         | Darmaradja                 | Sitoeradja                |
| West-Java                | Batavia               | Priangan              | Bandoeng               | Tasikmalaja      | Tasikmalaja             | Tasikmalaja        | Tasikmalaja                | Tasikmalaja               |
| West-Java                | Batavia               | Priangan              | Bandoeng               | Tasikmalaja      | Tasikmalaja             | Tasikmalaja        | Tasikmalaja                | Indihiang                 |
| West-Java                | Batavia               | Priangan              | Bandoeng               | Tasikmalaja      | Tasikmalaja             | Tasikmalaja        | Tasikmalaja                | Kawaloe (Mangkoeboemi)    |
| West-Java                | Batavia               | Priangan              | Bandoeng               | Tasikmalaja      | Tasikmalaja             | Tjiawi             | Tjiawi                     | Tjiawi                    |
| West-Java                | Batavia               | Priangan              | Bandoeng               | Tasikmalaja      | Tasikmalaja             | Tjiawi             | Tjiawi                     | Radjapolah                |
| West-Java                | Batavia               | Priangan              | Bandoeng               | Tasikmalaja      | Tasikmalaja             | Tjiawi             | Tjiawi                     | Tjisajong                 |
| West-Java                | Batavia               | Priangan              | Bandoeng               | Tasikmalaja      | Tasikmalaja             | Tjiawi             | Tjiawi                     | Pagerageung               |
| West-Java                | Batavia               | Priangan              | Bandoeng               | Tasikmalaja      | Tasikmalaja             | Singaparna         | Singaparna                 | Singaparna                |
| West-Java                | Batavia               | Priangan              | Bandoeng               | Tasikmalaja      | Tasikmalaja             | Singaparna         | Singaparna                 | Leuwisari                 |
| West-Java                | Batavia               | Priangan              | Bandoeng               | Tasikmalaja      | Tasikmalaja             | Singaparna         | Singaparna                 | Tjigalontang              |
| West-Java                | Batavia               | Priangan              | Bandoeng               | Tasikmalaja      | Tasikmalaja             | Singaparna         | Singaparna                 | Soekaradja                |
| West-Java                | Batavia               | Priangan              | Bandoeng               | Tasikmalaja      | Tasikmalaja             | Taradjoe           | Taradjoe                   | Taradjoe                  |
| West-Java                | Batavia               | Priangan              | Bandoeng               | Tasikmalaja      | Tasikmalaja             | Taradjoe           | Taradjoe                   | Sodonghilir               |
| West-Java                | Batavia               | Priangan              | Bandoeng               | Tasikmalaja      | Tasikmalaja             | Taradjoe           | Taradjoe                   | Salawoe                   |
| West-Java                | Batavia               | Priangan              | Bandoeng               | Tasikmalaja      | Tasikmalaja             | Tjikatomas         | Tjikatomas                 | Tjikatomas                |
| West-Java                | Batavia               | Priangan              | Bandoeng               | Tasikmalaja      | Tasikmalaja             | Tjikatomas         | Tjikatomas                 | Tjikalong                 |
| West-Java                | Batavia               | Priangan              | Bandoeng               | Tasikmalaja      | Tasikmalaja             | Tjikatomas         | Tjikatomas                 | Bengkok (Salopa)          |
| West-Java                | Batavia               | Priangan              | Bandoeng               | Tasikmalaja      | Tasikmalaja             | Karangnoenggal     | Karangnoenggal             | Karangnoenggal            |
| West-Java                | Batavia               | Priangan              | Bandoeng               | Tasikmalaja      | Tasikmalaja             | Karangnoenggal     | Karangnoenggal             | Parakanhondje             |
| West-Java                | Batavia               | Priangan              | Bandoeng               | Tasikmalaja      | Tasikmalaja             | Karangnoenggal     | Karangnoenggal             | Tjibalong                 |
| West-Java                | Batavia               | Priangan              | Bandoeng               | Tasikmalaja      | Tasikmalaja             | Karangnoenggal     | Karangnoenggal             | Bantarkalong              |
| West-Java                | Batavia               | Priangan              | Bandoeng               | Tasikmalaja      | Tasikmalaja             | Tjidjoelang        | Tjidjoelang                | Tjidjoelang               |
| West-Java                | Batavia               | Priangan              | Bandoeng               | Tasikmalaja      | Tasikmalaja             | Tjidjoelang        | Tjidjoelang                | Tjimerak                  |
| West-Java                | Batavia               | Priangan              | Bandoeng               | Tasikmalaja      | Tasikmalaja             | Tjidjoelang        | Tjidjoelang                | Tjigoegoer                |
| West-Java                | Batavia               | Priangan              | Bandoeng               | Tasikmalaja      | Tasikmalaja             | Tjidjoelang        | Tjidjoelang                | Langkaplantjar            |
| West-Java                | Batavia               | Priangan              | Bandoeng               | Tasikmalaja      | Tasikmalaja             | Pangandaran        | Pangandaran                | Pangandaran               |
| West-Java                | Batavia               | Priangan              | Bandoeng               | Tasikmalaja      | Tasikmalaja             | Pangandaran        | Pangandaran                | Parigi                    |
| West-Java                | Batavia               | Priangan              | Bandoeng               | Tasikmalaja      | Tasikmalaja             | Pangandaran        | Pangandaran                | Padaherang                |
| West-Java                | Batavia               | Priangan              | Bandoeng               | Tasikmalaja      | Tasikmalaja             | Pangandaran        | Pangandaran                | Kalipoetjang              |
| West-Java                | Batavia               | Priangan              | Bandoeng               | Tasikmalaja      | Tasikmalaja             | Bandjar            | Bandjar                    | Bandjar                   |
| West-Java                | Batavia               | Priangan              | Bandoeng               | Tasikmalaja      | Tasikmalaja             | Bandjar            | Bandjar                    | Bandjarsari               |
| West-Java                | Batavia               | Priangan              | Bandoeng               | Tasikmalaja      | Tasikmalaja             | Bandjar            | Bandjar                    | Pamaritjan                |
| West-Java                | Batavia               | Priangan              | Bandoeng               | Tasikmalaja      | Tasikmalaja             | Bandjar            | Bandjar                    | Tjimaragas                |
| West-Java                | Batavia               | Priangan              | Bandoeng               | Tasikmalaja      | Tasikmalaja             | Manondjaja         | Manondjaja                 | Manondjaja                |
| West-Java                | Batavia               | Priangan              | Bandoeng               | Tasikmalaja      | Tasikmalaja             | Manondjaja         | Manondjaja                 | Tjineam                   |
| West-Java                | Batavia               | Priangan              | Bandoeng               | Tasikmalaja      | Tasikmalaja             | Manondjaja         | Manondjaja                 | Tjibeureum                |
| West-Java                | Batavia               | Priangan              | Bandoeng               | Tjiamis          | Tjiamis                 | Tjiamis            | Tjiamis                    | Tjiamis                   |
| West-Java                | Batavia               | Priangan              | Bandoeng               | Tjiamis          | Tjiamis                 | Tjiamis            | Tjiamis                    | Tjikoneng                 |
| West-Java                | Batavia               | Priangan              | Bandoeng               | Tjiamis          | Tjiamis                 | Tjiamis            | Tjiamis                    | Tjidjeungdjing            |
| West-Java                | Batavia               | Priangan              | Bandoeng               | Tjiamis          | Tjiamis                 | Kawali             | Kawali                     | Kawali                    |
| West-Java                | Batavia               | Priangan              | Bandoeng               | Tjiamis          | Tjiamis                 | Kawali             | Kawali                     | Panawangan                |
| West-Java                | Batavia               | Priangan              | Bandoeng               | Tjiamis          | Tjiamis                 | Kawali             | Kawali                     | Tjipakoe                  |
| West-Java                | Batavia               | Priangan              | Bandoeng               | Tjiamis          | Tjiamis                 | Pandjaloe          | Pandjaloe                  | Penoembangan              |
| West-Java                | Batavia               | Priangan              | Bandoeng               | Tjiamis          | Tjiamis                 | Pandjaloe          | Pandjaloe                  | Pandjaloe                 |
| West-Java                | Batavia               | Priangan              | Bandoeng               | Tjiamis          | Tjiamis                 | Pandjaloe          | Pandjaloe                  | Tjidjoelang               |
| West-Java                | Batavia               | Priangan              | Bandoeng               | Tjiamis          | Tjiamis                 | Randjah            | Randjah                    | Randjah                   |
| West-Java                | Batavia               | Priangan              | Bandoeng               | Tjiamis          | Tjiamis                 | Randjah            | Randjah                    | Tjisaga                   |
| West-Java                | Batavia               | Priangan              | Bandoeng               | Tjiamis          | Tjiamis                 | Randjah            | Randjah                    | Radjadesa                 |
| West-Java                | Batavia               | Priangan              | Bandoeng               | Garoet           | Garoet                  | Garoet             | Garoet                     | Garoet                    |
| West-Java                | Batavia               | Priangan              | Bandoeng               | Garoet           | Garoet                  | Garoet             | Garoet                     | Sadang                    |
| West-Java                | Batavia               | Priangan              | Bandoeng               | Garoet           | Garoet                  | Garoet             | Garoet                     | Tjiparaj                  |
| West-Java                | Batavia               | Priangan              | Bandoeng               | Garoet           | Garoet                  | Garoet             | Garoet                     | Wanaradja                 |
| West-Java                | Batavia               | Priangan              | Bandoeng               | Garoet           | Garoet                  | Bajongbong         | Bajongbong                 | Bajongbong                |
| West-Java                | Batavia               | Priangan              | Bandoeng               | Garoet           | Garoet                  | Bajongbong         | Bajongbong                 | Tjilawoe                  |
| West-Java                | Batavia               | Priangan              | Bandoeng               | Garoet           | Garoet                  | Bajongbong         | Bajongbong                 | Tjisoeroepan              |
| West-Java                | Batavia               | Priangan              | Bandoeng               | Garoet           | Garoet                  | Trogong            | Trogong                    | Trogong                   |
| West-Java                | Batavia               | Priangan              | Bandoeng               | Garoet           | Garoet                  | Trogong            | Trogong                    | Bodjongsalam              |
| West-Java                | Batavia               | Priangan              | Bandoeng               | Garoet           | Garoet                  | Trogong            | Trogong                    | Samarang                  |
| West-Java                | Batavia               | Priangan              | Bandoeng               | Garoet           | Garoet                  | Tjibatoe           | Tjibatoe                   | Tjibatoe                  |
| West-Java                | Batavia               | Priangan              | Bandoeng               | Garoet           | Garoet                  | Tjibatoe           | Tjibatoe                   | Malangbong                |
| West-Java                | Batavia               | Priangan              | Bandoeng               | Garoet           | Garoet                  | Tjibatoe           | Tjibatoe                   | Lewo                      |
| West-Java                | Batavia               | Priangan              | Bandoeng               | Garoet           | Garoet                  | Tjibatoe           | Tjibatoe                   | Nangkapiat                |
| West-Java                | Batavia               | Priangan              | Bandoeng               | Garoet           | Garoet                  | Lèlès              | Lèlès                      | Lèlès                     |
| West-Java                | Batavia               | Priangan              | Bandoeng               | Garoet           | Garoet                  | Lèlès              | Lèlès                      | Kadongora                 |
| West-Java                | Batavia               | Priangan              | Bandoeng               | Garoet           | Garoet                  | Bloeboer-Limbangan | Bloeboer-Limbangan         | Bloeboer-Limbangan        |
| West-Java                | Batavia               | Priangan              | Bandoeng               | Garoet           | Garoet                  | Bloeboer-Limbangan | Bloeboer-Limbangan         | Tjianten                  |
| West-Java                | Batavia               | Priangan              | Bandoeng               | Garoet           | Garoet                  | Tjikadjang         | Tjikadjang                 | Tjikadjang                |
| West-Java                | Batavia               | Priangan              | Bandoeng               | Garoet           | Garoet                  | Tjikadjang         | Tjikadjang                 | Bandjarwangi              |
| West-Java                | Batavia               | Priangan              | Bandoeng               | Garoet           | Garoet                  | Tjikadjang         | Tjikadjang                 | Singadjaja                |
| West-Java                | Batavia               | Priangan              | Bandoeng               | Garoet           | Garoet                  | Boengboelang       | Boengboelang               | Boengboelang              |
| West-Java                | Batavia               | Priangan              | Bandoeng               | Garoet           | Garoet                  | Boengboelang       | Boengboelang               | Tjisewoe                  |
| West-Java                | Batavia               | Priangan              | Bandoeng               | Garoet           | Garoet                  | Boengboelang       | Boengboelang               | Nangkaroeka               |
| West-Java                | Batavia               | Priangan              | Bandoeng               | Garoet           | Garoet                  | Boengboelang       | Boengboelang               | Pakendjeng                |
| West-Java                | Batavia               | Priangan              | Bandoeng               | Garoet           | Garoet                  | Pameungpeuk        | Pameungpeuk                | Pameungpeuk               |
| West-Java                | Batavia               | Priangan              | Bandoeng               | Garoet           | Garoet                  | Pameungpeuk        | Pameungpeuk                | Tjibaregbeg               |
| West-Java                | Batavia               | Priangan              | Bandoeng               | Garoet           | Garoet                  | Pameungpeuk        | Pameungpeuk                | Tjisompet                 |
| West-Java                | Batavia               | Priangan              | Bandoeng               | Garoet           | Garoet                  | Pameungpeuk        | Pameungpeuk                | Tjikelet                  |
| West-Java                | Batavia               | Cheribon              | Cheribon               | Cheribon         | Cheribon                | Cheribon           | Cheribon                   | Kota Cheribon             |
| West-Java                | Batavia               | Cheribon              | Cheribon               | Cheribon         | Cheribon                | Cheribon           | Cheribon                   | Kedawoeng                 |
| West-Java                | Batavia               | Cheribon              | Cheribon               | Cheribon         | Cheribon                | Cheribon           | Cheribon                   | Kanggraksan               |
| West-Java                | Batavia               | Cheribon              | Cheribon               | Cheribon         | Cheribon                | Cheribon           | Cheribon                   | Beber                     |
| West-Java                | Batavia               | Cheribon              | Cheribon               | Cheribon         | Cheribon                | Sindanglaoet       | Lemahabang                 | Lemahabang                |
| West-Java                | Batavia               | Cheribon              | Cheribon               | Cheribon         | Cheribon                | Sindanglaoet       | Lemahabang                 | Karangsemboeng            |
| West-Java                | Batavia               | Cheribon              | Cheribon               | Cheribon         | Cheribon                | Sindanglaoet       | Lemahabang                 | Astanadjapoera            |
| West-Java                | Batavia               | Cheribon              | Cheribon               | Cheribon         | Cheribon                | Tjiledoeg          | Losari                     | Tjiledoeg                 |
| West-Java                | Batavia               | Cheribon              | Cheribon               | Cheribon         | Cheribon                | Tjiledoeg          | Losari                     | Waled                     |
| West-Java                | Batavia               | Cheribon              | Cheribon               | Cheribon         | Cheribon                | Tjiledoeg          | Losari                     | Babakan                   |
| West-Java                | Batavia               | Cheribon              | Cheribon               | Cheribon         | Cheribon                | Tjiledoeg          | Losari                     | Losari                    |
| West-Java                | Batavia               | Cheribon              | Cheribon               | Cheribon         | Cheribon                | Ploembon           | Ploembon                   | Ploembon                  |
| West-Java                | Batavia               | Cheribon              | Cheribon               | Cheribon         | Cheribon                | Ploembon           | Ploembon                   | Weroe                     |
| West-Java                | Batavia               | Cheribon              | Cheribon               | Cheribon         | Cheribon                | Ploembon           | Ploembon                   | Soember                   |
| West-Java                | Batavia               | Cheribon              | Cheribon               | Cheribon         | Cheribon                | Palimanan          | Palimanan                  | Palimanan                 |
| West-Java                | Batavia               | Cheribon              | Cheribon               | Cheribon         | Cheribon                | Palimanan          | Palimanan                  | Klangenan                 |
| West-Java                | Batavia               | Cheribon              | Cheribon               | Cheribon         | Cheribon                | Palimanan          | Palimanan                  | Tjiwaringin               |
| West-Java                | Batavia               | Cheribon              | Cheribon               | Cheribon         | Cheribon                | Ardjawinangoen     | Ardjawinangoen             | Ardjawinangoen            |
| West-Java                | Batavia               | Cheribon              | Cheribon               | Cheribon         | Cheribon                | Ardjawinangoen     | Ardjawinangoen             | Gegesik                   |
| West-Java                | Batavia               | Cheribon              | Cheribon               | Cheribon         | Cheribon                | Ardjawinangoen     | Ardjawinangoen             | Soesoekan                 |
| West-Java                | Batavia               | Cheribon              | Cheribon               | Cheribon         | Cheribon                | Ardjawinangoen     | Ardjawinangoen             | Kapetakan                 |
| West-Java                | Batavia               | Cheribon              | Cheribon               | Koeningan        | Koeningan               | Koeningan          | Koeningan                  | Koeningan                 |
| West-Java                | Batavia               | Cheribon              | Cheribon               | Koeningan        | Koeningan               | Koeningan          | Koeningan                  | Kadoegede                 |
| West-Java                | Batavia               | Cheribon              | Cheribon               | Koeningan        | Koeningan               | Koeningan          | Koeningan                  | Darma                     |
| West-Java                | Batavia               | Cheribon              | Cheribon               | Koeningan        | Koeningan               | Koeningan          | Koeningan                  | Tjiniroe                  |
| West-Java                | Batavia               | Cheribon              | Cheribon               | Koeningan        | Koeningan               | Loerahgoeng        | Loerahgoeng                | Loerahgoeng               |
| West-Java                | Batavia               | Cheribon              | Cheribon               | Koeningan        | Koeningan               | Loerahgoeng        | Loerahgoeng                | Tjibingbin                |
| West-Java                | Batavia               | Cheribon              | Cheribon               | Koeningan        | Koeningan               | Loerahgoeng        | Loerahgoeng                | Tjiwaroe                  |
| West-Java                | Batavia               | Cheribon              | Cheribon               | Koeningan        | Koeningan               | Loerahgoeng        | Loerahgoeng                | Soebang                   |
| West-Java                | Batavia               | Cheribon              | Cheribon               | Koeningan        | Koeningan               | Tjiawigebang       | Tjiawigebang               | Tjiawigebang              |
| West-Java                | Batavia               | Cheribon              | Cheribon               | Koeningan        | Koeningan               | Tjiawigebang       | Tjiawigebang               | Tjidahoe                  |
| West-Java                | Batavia               | Cheribon              | Cheribon               | Koeningan        | Koeningan               | Tjiawigebang       | Tjiawigebang               | Lebakwangi                |
| West-Java                | Batavia               | Cheribon              | Cheribon               | Koeningan        | Koeningan               | Tjiawigebang       | Tjiawigebang               | Garawangi                 |
| West-Java                | Batavia               | Cheribon              | Cheribon               | Koeningan        | Koeningan               | Tjilimoes          | Tjilimoes                  | Tjilimoes                 |
| West-Java                | Batavia               | Cheribon              | Cheribon               | Koeningan        | Koeningan               | Tjilimoes          | Tjilimoes                  | Djalaksana                |
| West-Java                | Batavia               | Cheribon              | Cheribon               | Koeningan        | Koeningan               | Tjilimoes          | Tjilimoes                  | Mandirantjam              |
| West-Java                | Batavia               | Cheribon              | Cheribon               | Indramajoe       | Indramajoe              | Indramajoe         | Indramajoe                 | Kota Indramajoe           |
| West-Java                | Batavia               | Cheribon              | Cheribon               | Indramajoe       | Indramajoe              | Indramajoe         | Indramajoe                 | Telokagoeng               |
| West-Java                | Batavia               | Cheribon              | Cheribon               | Indramajoe       | Indramajoe              | Indramajoe         | Indramajoe                 | Balongan                  |
| West-Java                | Batavia               | Cheribon              | Cheribon               | Indramajoe       | Indramajoe              | Karangampel        | Karangampel                | Karangampel               |
| West-Java                | Batavia               | Cheribon              | Cheribon               | Indramajoe       | Indramajoe              | Karangampel        | Karangampel                | Krangkeng                 |
| West-Java                | Batavia               | Cheribon              | Cheribon               | Indramajoe       | Indramajoe              | Karangampel        | Karangampel                | Djoentinjoeat             |
| West-Java                | Batavia               | Cheribon              | Cheribon               | Indramajoe       | Indramajoe              | Djatibarang        | Djatibarang                | Djatibarang               |
| West-Java                | Batavia               | Cheribon              | Cheribon               | Indramajoe       | Indramajoe              | Djatibarang        | Djatibarang                | Kertasemaja               |
| West-Java                | Batavia               | Cheribon              | Cheribon               | Indramajoe       | Indramajoe              | Djatibarang        | Djatibarang                | Slijëg                    |
| West-Java                | Batavia               | Cheribon              | Cheribon               | Indramajoe       | Indramajoe              | Djatibarang        | Djatibarang                | Bangodoea                 |
| West-Java                | Batavia               | Cheribon              | Cheribon               | Indramajoe       | Indramajoe              | Sindang            | Sindang                    | Sindang                   |
| West-Java                | Batavia               | Cheribon              | Cheribon               | Indramajoe       | Indramajoe              | Sindang            | Sindang                    | Pamajahan                 |
| West-Java                | Batavia               | Cheribon              | Cheribon               | Indramajoe       | Indramajoe              | Losarang           | Losarang                   | Losarang                  |
| West-Java                | Batavia               | Cheribon              | Cheribon               | Indramajoe       | Indramajoe              | Losarang           | Losarang                   | Tjikedoeng                |
| West-Java                | Batavia               | Cheribon              | Cheribon               | Indramajoe       | Indramajoe              | Losarang           | Losarang                   | Lelea                     |
| West-Java                | Batavia               | Cheribon              | Cheribon               | Indramajoe       | Indramajoe              | Kandanghaoer       | Kandanghaoer               | Kandanghaoer              |
| West-Java                | Batavia               | Cheribon              | Cheribon               | Indramajoe       | Indramajoe              | Kandanghaoer       | Kandanghaoer               | Gaboeswetan               |
| West-Java                | Batavia               | Cheribon              | Cheribon               | Indramajoe       | Indramajoe              | Kandanghaoer       | Kandanghaoer               | Andjatan                  |
| West-Java                | Batavia               | Cheribon              | Cheribon               | Madjalengka      | Madjalengka             | Madjalengka        | Madjalengka                | Madjalengka               |
| West-Java                | Batavia               | Cheribon              | Cheribon               | Madjalengka      | Madjalengka             | Madjalengka        | Madjalengka                | Soekahadji                |
| West-Java                | Batavia               | Cheribon              | Cheribon               | Madjalengka      | Madjalengka             | Madjalengka        | Madjalengka                | Liangdjoelang             |
| West-Java                | Batavia               | Cheribon              | Cheribon               | Madjalengka      | Madjalengka             | Madjalengka        | Madjalengka                | Madja                     |
| West-Java                | Batavia               | Cheribon              | Cheribon               | Madjalengka      | Madjalengka             | Talaga             | Talaga                     | Talaga                    |
| West-Java                | Batavia               | Cheribon              | Cheribon               | Madjalengka      | Madjalengka             | Talaga             | Talaga                     | Tjikidjing                |
| West-Java                | Batavia               | Cheribon              | Cheribon               | Madjalengka      | Madjalengka             | Talaga             | Talaga                     | Bantatoedjeg              |
| West-Java                | Batavia               | Cheribon              | Cheribon               | Madjalengka      | Madjalengka             | Radjagaloeh        | Leuwihmoending             | Leuwihmoending            |
| West-Java                | Batavia               | Cheribon              | Cheribon               | Madjalengka      | Madjalengka             | Radjagaloeh        | Leuwihmoending             | Radjagaloeh               |
| West-Java                | Batavia               | Cheribon              | Cheribon               | Madjalengka      | Madjalengka             | Radjagaloeh        | Leuwihmoending             | Pendjalin                 |
| West-Java                | Batavia               | Cheribon              | Cheribon               | Madjalengka      | Madjalengka             | Djatiwangi         | Soetawangi                 | Djatiwangi                |
| West-Java                | Batavia               | Cheribon              | Cheribon               | Madjalengka      | Madjalengka             | Djatiwangi         | Soetawangi                 | Dawoehan                  |
| West-Java                | Batavia               | Cheribon              | Cheribon               | Madjalengka      | Madjalengka             | Djatiwangi         | Soetawangi                 | Ligoeng                   |
| West-Java                | Batavia               | Cheribon              | Cheribon               | Madjalengka      | Madjalengka             | Djatiwangi         | Soetawangi                 | Djatitoedjoeh             |
| Midden-Java              | Semarang              | Pekalongan            | Pekalongan             | Pekalongan       | Pekalongan              | Pekalongan         | Pekalongan                 | Pekalongan                |
| Midden-Java              | Semarang              | Pekalongan            | Pekalongan             | Pekalongan       | Pekalongan              | Pekalongan         | Pekalongan                 | Pontjol                   |
| Midden-Java              | Semarang              | Pekalongan            | Pekalongan             | Pekalongan       | Pekalongan              | Pekalongan         | Pekalongan                 | Titro                     |
| Midden-Java              | Semarang              | Pekalongan            | Pekalongan             | Pekalongan       | Pekalongan              | Pekalongan         | Pekalongan                 | Boewaran                  |
| Midden-Java              | Semarang              | Pekalongan            | Pekalongan             | Pekalongan       | Pekalongan              | Wiradesa           | Wiradesa                   | Wiradesa                  |
| Midden-Java              | Semarang              | Pekalongan            | Pekalongan             | Pekalongan       | Pekalongan              | Wiradesa           | Wiradesa                   | Remboen                   |
| Midden-Java              | Semarang              | Pekalongan            | Pekalongan             | Pekalongan       | Pekalongan              | Wiradesa           | Wiradesa                   | Sragi                     |
| Midden-Java              | Semarang              | Pekalongan            | Pekalongan             | Pekalongan       | Pekalongan              | Kedoengwoengi      | Kedoengwoengi              | Kedoengwoengi             |
| Midden-Java              | Semarang              | Pekalongan            | Pekalongan             | Pekalongan       | Pekalongan              | Kedoengwoengi      | Kedoengwoengi              | Bodjong                   |
| Midden-Java              | Semarang              | Pekalongan            | Pekalongan             | Pekalongan       | Pekalongan              | Kedoengwoengi      | Kedoengwoengi              | Wonopringgo               |
| Midden-Java              | Semarang              | Pekalongan            | Pekalongan             | Pekalongan       | Pekalongan              | Kedoengwoengi      | Kedoengwoengi              | Pagoemengan               |
| Midden-Java              | Semarang              | Pekalongan            | Pekalongan             | Pekalongan       | Pekalongan              | Doro               | Doro                       | Doro                      |
| Midden-Java              | Semarang              | Pekalongan            | Pekalongan             | Pekalongan       | Pekalongan              | Doro               | Doro                       | Taloen                    |
| Midden-Java              | Semarang              | Pekalongan            | Pekalongan             | Pekalongan       | Pekalongan              | Doro               | Doro                       | Petoengkriono             |
| Midden-Java              | Semarang              | Pekalongan            | Pekalongan             | Pekalongan       | Pekalongan              | Doro               | Doro                       | Lebakbarang               |
| Midden-Java              | Semarang              | Pekalongan            | Pekalongan             | Pekalongan       | Pekalongan              | Kadjen             | Kadjen                     | Kadjen                    |
| Midden-Java              | Semarang              | Pekalongan            | Pekalongan             | Pekalongan       | Pekalongan              | Kadjen             | Kadjen                     | Kesesi                    |
| Midden-Java              | Semarang              | Pekalongan            | Pekalongan             | Pekalongan       | Pekalongan              | Kadjen             | Kadjen                     | Karanganjar               |
| Midden-Java              | Semarang              | Pekalongan            | Pekalongan             | Pekalongan       | Pekalongan              | Paninggaran        | Paninggaran                | Paninggaran               |
| Midden-Java              | Semarang              | Pekalongan            | Pekalongan             | Pekalongan       | Pekalongan              | Paninggaran        | Paninggaran                | Sigoegoer                 |
| Midden-Java              | Semarang              | Pekalongan            | Pekalongan             | Batang           | Batang                  | Batang             | Batang                     | Batang                    |
| Midden-Java              | Semarang              | Pekalongan            | Pekalongan             | Batang           | Batang                  | Batang             | Batang                     | Baros                     |
| Midden-Java              | Semarang              | Pekalongan            | Pekalongan             | Batang           | Batang                  | Batang             | Batang                     | Waroengasem               |
| Midden-Java              | Semarang              | Pekalongan            | Pekalongan             | Batang           | Batang                  | Batang             | Batang                     | Toelis                    |
| Midden-Java              | Semarang              | Pekalongan            | Pekalongan             | Batang           | Batang                  | Bandar             | Bandar                     | Bandar                    |
| Midden-Java              | Semarang              | Pekalongan            | Pekalongan             | Batang           | Batang                  | Bandar             | Bandar                     | Blado                     |
| Midden-Java              | Semarang              | Pekalongan            | Pekalongan             | Batang           | Batang                  | Bandar             | Bandar                     | Wonotoenggal              |
| Midden-Java              | Semarang              | Pekalongan            | Pekalongan             | Batang           | Batang                  | Soebah             | Soebah                     | Soebah                    |
| Midden-Java              | Semarang              | Pekalongan            | Pekalongan             | Batang           | Batang                  | Soebah             | Soebah                     | Limpoeng                  |
| Midden-Java              | Semarang              | Pekalongan            | Pekalongan             | Batang           | Batang                  | Soebah             | Soebah                     | Gringsing                 |
| Midden-Java              | Semarang              | Pekalongan            | Pekalongan             | Batang           | Batang                  | Bawang             | Bawang                     | Bawang                    |
| Midden-Java              | Semarang              | Pekalongan            | Pekalongan             | Batang           | Batang                  | Bawang             | Bawang                     | Reban                     |
| Midden-Java              | Semarang              | Pekalongan            | Pekalongan             | Batang           | Batang                  | Bawang             | Bawang                     | Tersono                   |
| Midden-Java              | Semarang              | Pekalongan            | Pekalongan             | Pemalang         | Pemalang                | Pemalang           | Pemalang                   | Pemalang                  |
| Midden-Java              | Semarang              | Pekalongan            | Pekalongan             | Pemalang         | Pemalang                | Pemalang           | Pemalang                   | Taman                     |
| Midden-Java              | Semarang              | Pekalongan            | Pekalongan             | Pemalang         | Pemalang                | Pemalang           | Pemalang                   | Petaroekan                |
| Midden-Java              | Semarang              | Pekalongan            | Pekalongan             | Pemalang         | Pemalang                | Tjomal             | Tjomal                     | Tjomal                    |
| Midden-Java              | Semarang              | Pekalongan            | Pekalongan             | Pemalang         | Pemalang                | Tjomal             | Tjomal                     | Oeloedjami                |
| Midden-Java              | Semarang              | Pekalongan            | Pekalongan             | Pemalang         | Pemalang                | Tjomal             | Tjomal                     | Ampelgading               |
| Midden-Java              | Semarang              | Pekalongan            | Pekalongan             | Pemalang         | Pemalang                | Tjomal             | Tjomal                     | Bodeh                     |
| Midden-Java              | Semarang              | Pekalongan            | Pekalongan             | Pemalang         | Pemalang                | Belik              | Belik                      | Belik                     |
| Midden-Java              | Semarang              | Pekalongan            | Pekalongan             | Pemalang         | Pemalang                | Belik              | Belik                      | Watoekoempoel             |
| Midden-Java              | Semarang              | Pekalongan            | Pekalongan             | Pemalang         | Pemalang                | Belik              | Belik                      | Poelosari                 |
| Midden-Java              | Semarang              | Pekalongan            | Pekalongan             | Pemalang         | Pemalang                | Randoedongkal      | Randoedongkal              | Randoedongkal             |
| Midden-Java              | Semarang              | Pekalongan            | Pekalongan             | Pemalang         | Pemalang                | Randoedongkal      | Randoedongkal              | Waroengpring              |
| Midden-Java              | Semarang              | Pekalongan            | Pekalongan             | Pemalang         | Pemalang                | Randoedongkal      | Randoedongkal              | Bantarbolang              |
| Midden-Java              | Semarang              | Pekalongan            | Pekalongan             | Pemalang         | Pemalang                | Randoedongkal      | Randoedongkal              | Moga                      |
| Midden-Java              | Semarang              | Pekalongan            | Pekalongan             | Tegal            | Tegal                   | Tegal              | Mangkoekoesoeman           | Mangkoekoesoeman          |
| Midden-Java              | Semarang              | Pekalongan            | Pekalongan             | Tegal            | Tegal                   | Tegal              | Mangkoekoesoeman           | Tegalsari                 |
| Midden-Java              | Semarang              | Pekalongan            | Pekalongan             | Tegal            | Tegal                   | Tegal              | Mangkoekoesoeman           | Soemoerpanggang           |
| Midden-Java              | Semarang              | Pekalongan            | Pekalongan             | Tegal            | Tegal                   | Tegal              | Mangkoekoesoeman           | Kramat                    |
| Midden-Java              | Semarang              | Pekalongan            | Pekalongan             | Tegal            | Tegal                   | Adiwerna           | Adiwerna                   | Adiwerna                  |
| Midden-Java              | Semarang              | Pekalongan            | Pekalongan             | Tegal            | Tegal                   | Adiwerna           | Adiwerna                   | Doekoehtoeri              |
| Midden-Java              | Semarang              | Pekalongan            | Pekalongan             | Tegal            | Tegal                   | Adiwerna           | Adiwerna                   | Talang                    |
| Midden-Java              | Semarang              | Pekalongan            | Pekalongan             | Tegal            | Tegal                   | Adiwerna           | Adiwerna                   | Taroeb                    |
| Midden-Java              | Semarang              | Pekalongan            | Pekalongan             | Tegal            | Tegal                   | Soeradadi          | Soeradadi                  | Soeradadi                 |
| Midden-Java              | Semarang              | Pekalongan            | Pekalongan             | Tegal            | Tegal                   | Soeradadi          | Soeradadi                  | Waroeredjo                |
| Midden-Java              | Semarang              | Pekalongan            | Pekalongan             | Tegal            | Tegal                   | Slawi              | Slawi                      | Slawi                     |
| Midden-Java              | Semarang              | Pekalongan            | Pekalongan             | Tegal            | Tegal                   | Slawi              | Slawi                      | Lebaksioe                 |
| Midden-Java              | Semarang              | Pekalongan            | Pekalongan             | Tegal            | Tegal                   | Slawi              | Slawi                      | Kalibakoeng               |
| Midden-Java              | Semarang              | Pekalongan            | Pekalongan             | Tegal            | Tegal                   | Pangkah            | Pangkah                    | Pangkah                   |
| Midden-Java              | Semarang              | Pekalongan            | Pekalongan             | Tegal            | Tegal                   | Pangkah            | Pangkah                    | Kedoengbanteng            |
| Midden-Java              | Semarang              | Pekalongan            | Pekalongan             | Tegal            | Tegal                   | Balapoelang        | Balapoelang                | Balapoelang               |
| Midden-Java              | Semarang              | Pekalongan            | Pekalongan             | Tegal            | Tegal                   | Balapoelang        | Balapoelang                | Margasari                 |
| Midden-Java              | Semarang              | Pekalongan            | Pekalongan             | Tegal            | Tegal                   | Balapoelang        | Balapoelang                | Pagerbarang               |
| Midden-Java              | Semarang              | Pekalongan            | Pekalongan             | Tegal            | Tegal                   | Boemidjawa         | Boemidjawa                 | Boemidjawa                |
| Midden-Java              | Semarang              | Pekalongan            | Pekalongan             | Tegal            | Tegal                   | Boemidjawa         | Boemidjawa                 | Bodjong                   |
| Midden-Java              | Semarang              | Pekalongan            | Pekalongan             | Tegal            | Tegal                   | Boemidjawa         | Boemidjawa                 | Djedjeg                   |
| Midden-Java              | Semarang              | Pekalongan            | Pekalongan             | Tegal            | Tegal                   | Djatnegara         | Djatnegara                 | Djatnegara                |
| Midden-Java              | Semarang              | Pekalongan            | Pekalongan             | Tegal            | Tegal                   | Djatnegara         | Djatnegara                 | Diwoeng                   |
| Midden-Java              | Semarang              | Pekalongan            | Pekalongan             | Brebes           | Brebes                  | Brebes             | Brebes                     | Brebes                    |
| Midden-Java              | Semarang              | Pekalongan            | Pekalongan             | Brebes           | Brebes                  | Brebes             | Brebes                     | Djatibarang               |
| Midden-Java              | Semarang              | Pekalongan            | Pekalongan             | Brebes           | Brebes                  | Brebes             | Brebes                     | Wonosari                  |
| Midden-Java              | Semarang              | Pekalongan            | Pekalongan             | Brebes           | Brebes                  | Tandjoeng          | Tandjoeng                  | Tandjoeng                 |
| Midden-Java              | Semarang              | Pekalongan            | Pekalongan             | Brebes           | Brebes                  | Tandjoeng          | Tandjoeng                  | Losari                    |
| Midden-Java              | Semarang              | Pekalongan            | Pekalongan             | Brebes           | Brebes                  | Tandjoeng          | Tandjoeng                  | Boelakamba                |
| Midden-Java              | Semarang              | Pekalongan            | Pekalongan             | Brebes           | Brebes                  | Bandjarardja       | Bandjarardja               | Bandjarardja              |
| Midden-Java              | Semarang              | Pekalongan            | Pekalongan             | Brebes           | Brebes                  | Bandjarardja       | Bandjarardja               | Ketanggoengan             |
| Midden-Java              | Semarang              | Pekalongan            | Pekalongan             | Brebes           | Brebes                  | Bandjarardja       | Bandjarardja               | Larangan                  |
| Midden-Java              | Semarang              | Pekalongan            | Pekalongan             | Brebes           | Brebes                  | Boemiajoe          | Boemiajoe                  | Boemiajoe                 |
| Midden-Java              | Semarang              | Pekalongan            | Pekalongan             | Brebes           | Brebes                  | Boemiajoe          | Boemiajoe                  | Pagoejangan               |
| Midden-Java              | Semarang              | Pekalongan            | Pekalongan             | Brebes           | Brebes                  | Boemiajoe          | Boemiajoe                  | Sirampog                  |
| Midden-Java              | Semarang              | Pekalongan            | Pekalongan             | Brebes           | Brebes                  | Boemiajoe          | Boemiajoe                  | Tondjong                  |
| Midden-Java              | Semarang              | Pekalongan            | Pekalongan             | Brebes           | Brebes                  | Bantarkawoeng      | Bantarkawoeng              | Bantarkawoeng             |
| Midden-Java              | Semarang              | Pekalongan            | Pekalongan             | Brebes           | Brebes                  | Bantarkawoeng      | Bantarkawoeng              | Salem                     |
| Midden-Java              | Semarang              | Pekalongan            | Pekalongan             | Brebes           | Brebes                  | Bantarkawoeng      | Bantarkawoeng              | Pangebatan                |
| Midden-Java              | Semarang              | Semarang              | Semarang               | Semarang         | Semarang                | Semarang           | Semarang                   | Semarang-wetan            |
| Midden-Java              | Semarang              | Semarang              | Semarang               | Semarang         | Semarang                | Semarang           | Semarang                   | Semarang-koelon           |
| Midden-Java              | Semarang              | Semarang              | Semarang               | Semarang         | Semarang                | Semarang           | Semarang                   | Semarang-kidoel           |
| Midden-Java              | Semarang              | Semarang              | Semarang               | Semarang         | Semarang                | Ambarawa           | Ambarawa                   | Ambarawa                  |
| Midden-Java              | Semarang              | Semarang              | Semarang               | Semarang         | Semarang                | Ambarawa           | Ambarawa                   | Banjoebiroe               |
| Midden-Java              | Semarang              | Semarang              | Semarang               | Semarang         | Semarang                | Ambarawa           | Ambarawa                   | Bawen                     |
| Midden-Java              | Semarang              | Semarang              | Semarang               | Semarang         | Semarang                | Ambarawa           | Ambarawa                   | Djamboe                   |
| Midden-Java              | Semarang              | Semarang              | Semarang               | Semarang         | Semarang                | Ambarawa           | Ambarawa                   | Soemowono                 |
| Midden-Java              | Semarang              | Semarang              | Semarang               | Semarang         | Semarang                | Oengaran           | Oengaran                   | Oengaran                  |
| Midden-Java              | Semarang              | Semarang              | Semarang               | Semarang         | Semarang                | Oengaran           | Oengaran                   | Goenoengpati              |
| Midden-Java              | Semarang              | Semarang              | Semarang               | Semarang         | Semarang                | Oengaran           | Oengaran                   | Klepoe                    |
| Midden-Java              | Semarang              | Semarang              | Semarang               | Semarang         | Semarang                | Oengaran           | Oengaran                   | Lemahbang                 |
| Midden-Java              | Semarang              | Semarang              | Semarang               | Semarang         | Semarang                | Salatiga           | Salatiga                   | Salatiga                  |
| Midden-Java              | Semarang              | Semarang              | Semarang               | Semarang         | Semarang                | Salatiga           | Salatiga                   | Bringin                   |
| Midden-Java              | Semarang              | Semarang              | Semarang               | Semarang         | Semarang                | Salatiga           | Salatiga                   | Getasan                   |
| Midden-Java              | Semarang              | Semarang              | Semarang               | Semarang         | Semarang                | Salatiga           | Salatiga                   | Toentang                  |
| Midden-Java              | Semarang              | Semarang              | Semarang               | Semarang         | Semarang                | Tengaran           | Tengaran                   | Tengaran                  |
| Midden-Java              | Semarang              | Semarang              | Semarang               | Semarang         | Semarang                | Tengaran           | Tengaran                   | Soesoekan                 |
| Midden-Java              | Semarang              | Semarang              | Semarang               | Semarang         | Semarang                | Tengaran           | Tengaran                   | Soeroeh                   |
| Midden-Java              | Semarang              | Semarang              | Semarang               | Kendal           | Kendal                  | Kendal             | Kendal                     | Kendal                    |
| Midden-Java              | Semarang              | Semarang              | Semarang               | Kendal           | Kendal                  | Kendal             | Kendal                     | Patebon                   |
| Midden-Java              | Semarang              | Semarang              | Semarang               | Kendal           | Kendal                  | Kendal             | Kendal                     | Pegandon                  |
| Midden-Java              | Semarang              | Semarang              | Semarang               | Kendal           | Kendal                  | Selokaton          | Soekoredjo                 | Soekoredjo                |
| Midden-Java              | Semarang              | Semarang              | Semarang               | Kendal           | Kendal                  | Selokaton          | Soekoredjo                 | Pelantoengan              |
| Midden-Java              | Semarang              | Semarang              | Semarang               | Kendal           | Kendal                  | Selokaton          | Soekoredjo                 | Pagerroejoeng             |
| Midden-Java              | Semarang              | Semarang              | Semarang               | Kendal           | Kendal                  | Selokaton          | Soekoredjo                 | Pateän                    |
| Midden-Java              | Semarang              | Semarang              | Semarang               | Kendal           | Kendal                  | Weliri             | Weliri                     | Weliri                    |
| Midden-Java              | Semarang              | Semarang              | Semarang               | Kendal           | Kendal                  | Weliri             | Weliri                     | Gemoeh                    |
| Midden-Java              | Semarang              | Semarang              | Semarang               | Kendal           | Kendal                  | Weliri             | Weliri                     | Troeko                    |
| Midden-Java              | Semarang              | Semarang              | Semarang               | Kendal           | Kendal                  | Weliri             | Weliri                     | Tjepiring                 |
| Midden-Java              | Semarang              | Semarang              | Semarang               | Kendal           | Kendal                  | Bodja              | Bodja                      | Bodja                     |
| Midden-Java              | Semarang              | Semarang              | Semarang               | Kendal           | Kendal                  | Bodja              | Bodja                      | Limbangan                 |
| Midden-Java              | Semarang              | Semarang              | Semarang               | Kendal           | Kendal                  | Bodja              | Bodja                      | Singaradja                |
| Midden-Java              | Semarang              | Semarang              | Semarang               | Kendal           | Kendal                  | Bodja              | Bodja                      | Midjen                    |
| Midden-Java              | Semarang              | Semarang              | Semarang               | Kendal           | Kendal                  | Kaliwoengoe        | Kaliwoengoe                | Kaliwoengoe               |
| Midden-Java              | Semarang              | Semarang              | Semarang               | Kendal           | Kendal                  | Kaliwoengoe        | Kaliwoengoe                | Toegoe                    |
| Midden-Java              | Semarang              | Semarang              | Semarang               | Kendal           | Kendal                  | Kaliwoengoe        | Kaliwoengoe                | Brangsong                 |
| Midden-Java              | Semarang              | Semarang              | Semarang               | Demak            | Demak                   | Demak              | Demak                      | Demak                     |
| Midden-Java              | Semarang              | Semarang              | Semarang               | Demak            | Demak                   | Demak              | Demak                      | Wonosalam                 |
| Midden-Java              | Semarang              | Semarang              | Semarang               | Demak            | Demak                   | Demak              | Demak                      | Bonang                    |
| Midden-Java              | Semarang              | Semarang              | Semarang               | Demak            | Demak                   | Wedoeng            | Midjen                     | Midjen                    |
| Midden-Java              | Semarang              | Semarang              | Semarang               | Demak            | Demak                   | Wedoeng            | Midjen                     | Karanganjar               |
| Midden-Java              | Semarang              | Semarang              | Semarang               | Demak            | Demak                   | Wedoeng            | Midjen                     | Wedoeng                   |
| Midden-Java              | Semarang              | Semarang              | Semarang               | Demak            | Demak                   | Grogol             | Karangsari                 | Karangtengah              |
| Midden-Java              | Semarang              | Semarang              | Semarang               | Demak            | Demak                   | Grogol             | Karangsari                 | Batoetempel               |
| Midden-Java              | Semarang              | Semarang              | Semarang               | Demak            | Demak                   | Grogol             | Karangsari                 | Goentoer                  |
| Midden-Java              | Semarang              | Semarang              | Semarang               | Demak            | Demak                   | Grogol             | Karangsari                 | Sajoeng                   |
| Midden-Java              | Semarang              | Semarang              | Semarang               | Demak            | Demak                   | Mranggen           | Mranggen                   | Mranggen                  |
| Midden-Java              | Semarang              | Semarang              | Semarang               | Demak            | Demak                   | Mranggen           | Mranggen                   | Genoek                    |
| Midden-Java              | Semarang              | Semarang              | Semarang               | Demak            | Demak                   | Mranggen           | Mranggen                   | Karangawen                |
| Midden-Java              | Semarang              | Semarang              | Semarang               | Demak            | Demak                   | Samboeng           | Dempet                     | Dempet                    |
| Midden-Java              | Semarang              | Semarang              | Semarang               | Demak            | Demak                   | Samboeng           | Dempet                     | Gadja                     |
| Midden-Java              | Semarang              | Semarang              | Semarang               | Demak            | Demak                   | Samboeng           | Dempet                     | Dampak                    |
| Midden-Java              | Semarang              | Semarang              | Semarang               | Grobogan         | Poerwodadi              | Poerwodadi         | Poerwodadi                 | Poerwodadi                |
| Midden-Java              | Semarang              | Semarang              | Semarang               | Grobogan         | Poerwodadi              | Poerwodadi         | Poerwodadi                 | Toro                      |
| Midden-Java              | Semarang              | Semarang              | Semarang               | Grobogan         | Poerwodadi              | Poerwodadi         | Poerwodadi                 | Gèjèr                     |
| Midden-Java              | Semarang              | Semarang              | Semarang               | Grobogan         | Poerwodadi              | Grobogan           | Grobogan                   | Grobogan                  |
| Midden-Java              | Semarang              | Semarang              | Semarang               | Grobogan         | Poerwodadi              | Grobogan           | Grobogan                   | Brati                     |
| Midden-Java              | Semarang              | Semarang              | Semarang               | Grobogan         | Poerwodadi              | Grobogan           | Grobogan                   | Tawanghardjo              |
| Midden-Java              | Semarang              | Semarang              | Semarang               | Grobogan         | Poerwodadi              | Wirosari           | Wirosari                   | Wirosari                  |
| Midden-Java              | Semarang              | Semarang              | Semarang               | Grobogan         | Poerwodadi              | Wirosari           | Wirosari                   | Poeloe-koelon             |
| Midden-Java              | Semarang              | Semarang              | Semarang               | Grobogan         | Poerwodadi              | Wirosari           | Wirosari                   | Toeko                     |
| Midden-Java              | Semarang              | Semarang              | Semarang               | Grobogan         | Poerwodadi              | Kradenan           | Koewoe                     | Koewoe                    |
| Midden-Java              | Semarang              | Semarang              | Semarang               | Grobogan         | Poerwodadi              | Kradenan           | Koewoe                     | Ngaringan                 |
| Midden-Java              | Semarang              | Semarang              | Semarang               | Grobogan         | Poerwodadi              | Kradenan           | Koewoe                     | Gaboes                    |
| Midden-Java              | Semarang              | Semarang              | Semarang               | Grobogan         | Poerwodadi              | Manggar            | Boegel                     | Boegel                    |
| Midden-Java              | Semarang              | Semarang              | Semarang               | Grobogan         | Poerwodadi              | Manggar            | Boegel                     | Karangrajoeng             |
| Midden-Java              | Semarang              | Semarang              | Semarang               | Grobogan         | Poerwodadi              | Manggar            | Boegel                     | Penawangan                |
| Midden-Java              | Semarang              | Semarang              | Semarang               | Grobogan         | Poerwodadi              | Manggar            | Boegel                     | Gadoh                     |
| Midden-Java              | Semarang              | Semarang              | Semarang               | Grobogan         | Poerwodadi              | Singèn-Kidoel      | Goeboeg                    | Goeboeg                   |
| Midden-Java              | Semarang              | Semarang              | Semarang               | Grobogan         | Poerwodadi              | Singèn-Kidoel      | Goeboeg                    | Kedoengdjati              |
| Midden-Java              | Semarang              | Semarang              | Semarang               | Grobogan         | Poerwodadi              | Singèn-Kidoel      | Goeboeg                    | Togowanoe                 |
| Midden-Java              | Semarang              | Japara-Rembang        | Pati                   | Pati             | Pati                    | Pati               | Kaborongan                 | Kotapati                  |
| Midden-Java              | Semarang              | Japara-Rembang        | Pati                   | Pati             | Pati                    | Pati               | Kaborongan                 | Mergoredjo                |
| Midden-Java              | Semarang              | Japara-Rembang        | Pati                   | Pati             | Pati                    | Pati               | Kaborongan                 | Gaboes                    |
| Midden-Java              | Semarang              | Japara-Rembang        | Pati                   | Pati             | Pati                    | Kajen              | Kajen                      | Kajen                     |
| Midden-Java              | Semarang              | Japara-Rembang        | Pati                   | Pati             | Pati                    | Kajen              | Kajen                      | Soekolilo                 |
| Midden-Java              | Semarang              | Japara-Rembang        | Pati                   | Pati             | Pati                    | Kajen              | Kajen                      | Tambakrama                |
| Midden-Java              | Semarang              | Japara-Rembang        | Pati                   | Pati             | Pati                    | Tlogowoengoe       | Tlogoredjo                 | Tlogowoengoe              |
| Midden-Java              | Semarang              | Japara-Rembang        | Pati                   | Pati             | Pati                    | Tlogowoengoe       | Tlogoredjo                 | Wedaridjekso              |
| Midden-Java              | Semarang              | Japara-Rembang        | Pati                   | Pati             | Pati                    | Tlogowoengoe       | Tlogoredjo                 | Gembong                   |
| Midden-Java              | Semarang              | Japara-Rembang        | Pati                   | Pati             | Pati                    | Djoewana           | Doropajoeng                | Kotadjoewana              |
| Midden-Java              | Semarang              | Japara-Rembang        | Pati                   | Pati             | Pati                    | Djoewana           | Doropajoeng                | Karanganjar               |
| Midden-Java              | Semarang              | Japara-Rembang        | Pati                   | Pati             | Pati                    | Djoewana           | Doropajoeng                | Batangan                  |
| Midden-Java              | Semarang              | Japara-Rembang        | Pati                   | Pati             | Pati                    | Djakenan           | Djakenan                   | Djakenan                  |
| Midden-Java              | Semarang              | Japara-Rembang        | Pati                   | Pati             | Pati                    | Djakenan           | Djakenan                   | Poetjakwangi              |
| Midden-Java              | Semarang              | Japara-Rembang        | Pati                   | Pati             | Pati                    | Djakenan           | Djakenan                   | Djaken                    |
| Midden-Java              | Semarang              | Japara-Rembang        | Pati                   | Pati             | Pati                    | Djakenan           | Djakenan                   | Winong                    |
| Midden-Java              | Semarang              | Japara-Rembang        | Pati                   | Pati             | Pati                    | Tajoe              | Tajoe-wetan                | Tajoe                     |
| Midden-Java              | Semarang              | Japara-Rembang        | Pati                   | Pati             | Pati                    | Tajoe              | Tajoe-wetan                | Mergojoso                 |
| Midden-Java              | Semarang              | Japara-Rembang        | Pati                   | Pati             | Pati                    | Tajoe              | Tajoe-wetan                | Goenoengwoengkal          |
| Midden-Java              | Semarang              | Japara-Rembang        | Pati                   | Pati             | Pati                    | Tajoe              | Tajoe-wetan                | Tjloewak                  |
| Midden-Java              | Semarang              | Japara-Rembang        | Pati                   | Pati             | Pati                    | Tajoe              | Tajoe-wetan                | Doekoehseti               |
| Midden-Java              | Semarang              | Japara-Rembang        | Pati                   | Japara           | Japara                  | Japara             | Japara                     | Kota Japara               |
| Midden-Java              | Semarang              | Japara-Rembang        | Pati                   | Japara           | Japara                  | Japara             | Japara                     | Kedoeng                   |
| Midden-Java              | Semarang              | Japara-Rembang        | Pati                   | Japara           | Japara                  | Japara             | Japara                     | Bate-alit                 |
| Midden-Java              | Semarang              | Japara-Rembang        | Pati                   | Japara           | Japara                  | Petjangaän         | Petjangaän                 | Petjangaän                |
| Midden-Java              | Semarang              | Japara-Rembang        | Pati                   | Japara           | Japara                  | Petjangaän         | Petjangaän                 | Majong                    |
| Midden-Java              | Semarang              | Japara-Rembang        | Pati                   | Japara           | Japara                  | Petjangaän         | Petjangaän                 | Welahan                   |
| Midden-Java              | Semarang              | Japara-Rembang        | Pati                   | Japara           | Japara                  | Bangsri            | Bangsri                    | Bangsri                   |
| Midden-Java              | Semarang              | Japara-Rembang        | Pati                   | Japara           | Japara                  | Bangsri            | Bangsri                    | Keling                    |
| Midden-Java              | Semarang              | Japara-Rembang        | Pati                   | Japara           | Japara                  | Bangsri            | Bangsri                    | Mlonggo                   |
| Midden-Java              | Semarang              | Japara-Rembang        | Pati                   | Rembang          | Rembang                 | Waroe              | Rembang                    | Kota Rembang              |
| Midden-Java              | Semarang              | Japara-Rembang        | Pati                   | Rembang          | Rembang                 | Waroe              | Rembang                    | Magersari                 |
| Midden-Java              | Semarang              | Japara-Rembang        | Pati                   | Rembang          | Rembang                 | Waroe              | Rembang                    | Kaliori                   |
| Midden-Java              | Semarang              | Japara-Rembang        | Pati                   | Rembang          | Rembang                 | Soelang            | Soelang                    | Soelang                   |
| Midden-Java              | Semarang              | Japara-Rembang        | Pati                   | Rembang          | Rembang                 | Soelang            | Soelang                    | Soember                   |
| Midden-Java              | Semarang              | Japara-Rembang        | Pati                   | Rembang          | Rembang                 | Soelang            | Soelang                    | Boeloe                    |
| Midden-Java              | Semarang              | Japara-Rembang        | Pati                   | Rembang          | Rembang                 | Binangoen          | Lasem                      | Binangoen                 |
| Midden-Java              | Semarang              | Japara-Rembang        | Pati                   | Rembang          | Rembang                 | Binangoen          | Lasem                      | Pantjoer                  |
| Midden-Java              | Semarang              | Japara-Rembang        | Pati                   | Rembang          | Rembang                 | Binangoen          | Lasem                      | Sloeke                    |
| Midden-Java              | Semarang              | Japara-Rembang        | Pati                   | Rembang          | Rembang                 | Kragan             | Kragan                     | Kragan                    |
| Midden-Java              | Semarang              | Japara-Rembang        | Pati                   | Rembang          | Rembang                 | Kragan             | Kragan                     | Sarang                    |
| Midden-Java              | Semarang              | Japara-Rembang        | Pati                   | Rembang          | Rembang                 | Kragan             | Kragan                     | Sedan                     |
| Midden-Java              | Semarang              | Japara-Rembang        | Pati                   | Rembang          | Rembang                 | Kragan             | Kragan                     | Lodan                     |
| Midden-Java              | Semarang              | Japara-Rembang        | Pati                   | Rembang          | Rembang                 | Pamotan            | Pamotan                    | Pamotan                   |
| Midden-Java              | Semarang              | Japara-Rembang        | Pati                   | Rembang          | Rembang                 | Pamotan            | Pamotan                    | Goenem                    |
| Midden-Java              | Semarang              | Japara-Rembang        | Pati                   | Rembang          | Rembang                 | Pamotan            | Pamotan                    | Sale                      |
| Midden-Java              | Semarang              | Japara-Rembang        | Pati                   | Blora            | Blora                   | Karangdjati        | Blora                      | Kota Blora                |
| Midden-Java              | Semarang              | Japara-Rembang        | Pati                   | Blora            | Blora                   | Karangdjati        | Blora                      | Toendjoengan              |
| Midden-Java              | Semarang              | Japara-Rembang        | Pati                   | Blora            | Blora                   | Karangdjati        | Blora                      | Bandjarredjo              |
| Midden-Java              | Semarang              | Japara-Rembang        | Pati                   | Blora            | Blora                   | Ngawen             | Ngawen                     | Ngawen                    |
| Midden-Java              | Semarang              | Japara-Rembang        | Pati                   | Blora            | Blora                   | Ngawen             | Ngawen                     | Kondoeran                 |
| Midden-Java              | Semarang              | Japara-Rembang        | Pati                   | Blora            | Blora                   | Ngawen             | Ngawen                     | Todanan                   |
| Midden-Java              | Semarang              | Japara-Rembang        | Pati                   | Blora            | Blora                   | Ngawen             | Ngawen                     | Djapah                    |
| Midden-Java              | Semarang              | Japara-Rembang        | Pati                   | Blora            | Blora                   | Panolan            | Tjepoe                     | Tjepoe                    |
| Midden-Java              | Semarang              | Japara-Rembang        | Pati                   | Blora            | Blora                   | Panolan            | Tjepoe                     | Kedoengtoeban             |
| Midden-Java              | Semarang              | Japara-Rembang        | Pati                   | Blora            | Blora                   | Panolan            | Tjepoe                     | Sambong                   |
| Midden-Java              | Semarang              | Japara-Rembang        | Pati                   | Blora            | Blora                   | Randoeblatoeng     | Randoeblatoeng             | Randoeblatoeng            |
| Midden-Java              | Semarang              | Japara-Rembang        | Pati                   | Blora            | Blora                   | Randoeblatoeng     | Randoeblatoeng             | Djati                     |
| Midden-Java              | Semarang              | Japara-Rembang        | Pati                   | Blora            | Blora                   | Randoeblatoeng     | Randoeblatoeng             | Kradenan                  |
| Midden-Java              | Semarang              | Japara-Rembang        | Pati                   | Blora            | Blora                   | Djepon             | Djepon                     | Djepon                    |
| Midden-Java              | Semarang              | Japara-Rembang        | Pati                   | Blora            | Blora                   | Djepon             | Djepon                     | Bogoredja                 |
| Midden-Java              | Semarang              | Japara-Rembang        | Pati                   | Blora            | Blora                   | Djepon             | Djepon                     | Djiken                    |
| Midden-Java              | Semarang              | Japara-Rembang        | Pati                   | Koedoes          | Koedoes                 | Koedoes            | Koedoes                    | Kota Koedoes              |
| Midden-Java              | Semarang              | Japara-Rembang        | Pati                   | Koedoes          | Koedoes                 | Koedoes            | Koedoes                    | Kaliwoengoe               |
| Midden-Java              | Semarang              | Japara-Rembang        | Pati                   | Koedoes          | Koedoes                 | Koedoes            | Koedoes                    | Djati                     |
| Midden-Java              | Semarang              | Japara-Rembang        | Pati                   | Koedoes          | Koedoes                 | Tjendono           | Baé                        | Baé                       |
| Midden-Java              | Semarang              | Japara-Rembang        | Pati                   | Koedoes          | Koedoes                 | Tjendono           | Baé                        | Gebog                     |
| Midden-Java              | Semarang              | Japara-Rembang        | Pati                   | Koedoes          | Koedoes                 | Tjendono           | Baé                        | Dawe                      |
| Midden-Java              | Semarang              | Japara-Rembang        | Pati                   | Koedoes          | Koedoes                 | Oendakan           | Prawoto                    | Prawoto                   |
| Midden-Java              | Semarang              | Japara-Rembang        | Pati                   | Koedoes          | Koedoes                 | Oendakan           | Prawoto                    | Oendakan                  |
| Midden-Java              | Semarang              | Japara-Rembang        | Pati                   | Koedoes          | Koedoes                 | Oendakan           | Prawoto                    | Klamboe                   |
| Midden-Java              | Semarang              | Japara-Rembang        | Pati                   | Koedoes          | Koedoes                 | Tenggeles          | Djekoelo-lor               | Djekoelo-lor              |
| Midden-Java              | Semarang              | Japara-Rembang        | Pati                   | Koedoes          | Koedoes                 | Tenggeles          | Djekoelo-lor               | Medjobo                   |
| Midden-Java              | Semarang              | Japara-Rembang        | Pati                   | Koedoes          | Koedoes                 | Tenggeles          | Djekoelo-lor               | Pohdèngkol                |
| Midden-Java              | Semarang              | Banjoemas             | Banjoemas              | Banjoemas        | Banjoemas               | Banjoemas          | Soedagaran-Banjoemas       | Banjoemas                 |
| Midden-Java              | Semarang              | Banjoemas             | Banjoemas              | Banjoemas        | Banjoemas               | Banjoemas          | Soedagaran-Banjoemas       | Soemagede                 |
| Midden-Java              | Semarang              | Banjoemas             | Banjoemas              | Banjoemas        | Banjoemas               | Banjoemas          | Soedagaran-Banjoemas       | Kebasen                   |
| Midden-Java              | Semarang              | Banjoemas             | Banjoemas              | Banjoemas        | Banjoemas               | Soekaradja         | Soekaradja-wetan           | Soekaradja                |
| Midden-Java              | Semarang              | Banjoemas             | Banjoemas              | Banjoemas        | Banjoemas               | Soekaradja         | Soekaradja-wetan           | Kalibagor                 |
| Midden-Java              | Semarang              | Banjoemas             | Banjoemas              | Banjoemas        | Banjoemas               | Soekaradja         | Soekaradja-wetan           | Kembaran                  |
| Midden-Java              | Semarang              | Banjoemas             | Banjoemas              | Banjoemas        | Banjoemas               | Soekaradja         | Soekaradja-wetan           | Soembang                  |
| Midden-Java              | Semarang              | Banjoemas             | Banjoemas              | Banjoemas        | Banjoemas               | Poerwaredja        | Poerwaredja                | Poerwaredja               |
| Midden-Java              | Semarang              | Banjoemas             | Banjoemas              | Banjoemas        | Banjoemas               | Poerwaredja        | Poerwaredja                | Soesoekan                 |
| Midden-Java              | Semarang              | Banjoemas             | Banjoemas              | Banjoemas        | Banjoemas               | Poerwaredja        | Poerwaredja                | Mandiradja                |
| Midden-Java              | Semarang              | Banjoemas             | Banjoemas              | Banjoemas        | Banjoemas               | Poerwaredja        | Poerwaredja                | Poerwanagara              |
| Midden-Java              | Semarang              | Banjoemas             | Banjoemas              | Banjoemas        | Banjoemas               | Soempioeh          | Soempioeh                  | Soempioeh                 |
| Midden-Java              | Semarang              | Banjoemas             | Banjoemas              | Banjoemas        | Banjoemas               | Soempioeh          | Soempioeh                  | Kemrandjen                |
| Midden-Java              | Semarang              | Banjoemas             | Banjoemas              | Banjoemas        | Banjoemas               | Soempioeh          | Soempioeh                  | Tambak                    |
| Midden-Java              | Semarang              | Banjoemas             | Banjoemas              | Poerwokerto      | Poerwokerto             | Poerwokerto        | Krandji-Poerwokerto        | Poerwokerto               |
| Midden-Java              | Semarang              | Banjoemas             | Banjoemas              | Poerwokerto      | Poerwokerto             | Poerwokerto        | Krandji-Poerwokerto        | Keboemen                  |
| Midden-Java              | Semarang              | Banjoemas             | Banjoemas              | Poerwokerto      | Poerwokerto             | Poerwokerto        | Krandji-Poerwokerto        | Patiradja                 |
| Midden-Java              | Semarang              | Banjoemas             | Banjoemas              | Poerwokerto      | Poerwokerto             | Poerwokerto        | Krandji-Poerwokerto        | Karanglewas               |
| Midden-Java              | Semarang              | Banjoemas             | Banjoemas              | Poerwokerto      | Poerwokerto             | Adjibarang         | Adjibarang-koelon          | Adjibarang                |
| Midden-Java              | Semarang              | Banjoemas             | Banjoemas              | Poerwokerto      | Poerwokerto             | Adjibarang         | Adjibarang-koelon          | Pakoetjen                 |
| Midden-Java              | Semarang              | Banjoemas             | Banjoemas              | Poerwokerto      | Poerwokerto             | Adjibarang         | Adjibarang-koelon          | Tjilongok                 |
| Midden-Java              | Semarang              | Banjoemas             | Banjoemas              | Poerwokerto      | Poerwokerto             | Djatilawang        | Djatilawang                | Djatilawang               |
| Midden-Java              | Semarang              | Banjoemas             | Banjoemas              | Poerwokerto      | Poerwokerto             | Djatilawang        | Djatilawang                | Wangon                    |
| Midden-Java              | Semarang              | Banjoemas             | Banjoemas              | Poerwokerto      | Poerwokerto             | Djatilawang        | Djatilawang                | Rawalo                    |
| Midden-Java              | Semarang              | Banjoemas             | Banjoemas              | Poerwokerto      | Poerwokerto             | Djatilawang        | Djatilawang                | Loembir                   |
| Midden-Java              | Semarang              | Banjoemas             | Banjoemas              | Poerwokerto      | Poerwokerto             | Poerbolinggo       | Poerbolinggo               | Poerbolinggo              |
| Midden-Java              | Semarang              | Banjoemas             | Banjoemas              | Poerwokerto      | Poerwokerto             | Poerbolinggo       | Poerbolinggo               | Koetasari                 |
| Midden-Java              | Semarang              | Banjoemas             | Banjoemas              | Poerwokerto      | Poerwokerto             | Poerbolinggo       | Poerbolinggo               | Kalimanah                 |
| Midden-Java              | Semarang              | Banjoemas             | Banjoemas              | Poerwokerto      | Poerwokerto             | Poerbolinggo       | Poerbolinggo               | Kemangkon                 |
| Midden-Java              | Semarang              | Banjoemas             | Banjoemas              | Poerwokerto      | Poerwokerto             | Poerbolinggo       | Poerbolinggo               | Kaligondang               |
| Midden-Java              | Semarang              | Banjoemas             | Banjoemas              | Poerwokerto      | Poerwokerto             | Bobotsari          | Bobotsari                  | Bobotsari                 |
| Midden-Java              | Semarang              | Banjoemas             | Banjoemas              | Poerwokerto      | Poerwokerto             | Bobotsari          | Bobotsari                  | Mrebet                    |
| Midden-Java              | Semarang              | Banjoemas             | Banjoemas              | Poerwokerto      | Poerwokerto             | Bobotsari          | Bobotsari                  | Karanganjar               |
| Midden-Java              | Semarang              | Banjoemas             | Banjoemas              | Poerwokerto      | Poerwokerto             | Bobotsari          | Bobotsari                  | Karangredja               |
| Midden-Java              | Semarang              | Banjoemas             | Banjoemas              | Poerwokerto      | Poerwokerto             | Boekatedja         | Boekatedja                 | Boekatedja                |
| Midden-Java              | Semarang              | Banjoemas             | Banjoemas              | Poerwokerto      | Poerwokerto             | Boekatedja         | Boekatedja                 | Kedjobong                 |
| Midden-Java              | Semarang              | Banjoemas             | Banjoemas              | Poerwokerto      | Poerwokerto             | Boekatedja         | Boekatedja                 | Karangmontjol             |
| Midden-Java              | Semarang              | Banjoemas             | Banjoemas              | Poerwokerto      | Poerwokerto             | Boekatedja         | Boekatedja                 | Rembang                   |
| Midden-Java              | Semarang              | Banjoemas             | Banjoemas              | Tjilatjap        | Tjilatjap               | Tjilatjap          | Sidakaja-Tjilatjap         | Tjilatjap                 |
| Midden-Java              | Semarang              | Banjoemas             | Banjoemas              | Tjilatjap        | Tjilatjap               | Tjilatjap          | Sidakaja-Tjilatjap         | Goemilir                  |
| Midden-Java              | Semarang              | Banjoemas             | Banjoemas              | Tjilatjap        | Tjilatjap               | Tjilatjap          | Sidakaja-Tjilatjap         | Kesoegihan                |
| Midden-Java              | Semarang              | Banjoemas             | Banjoemas              | Tjilatjap        | Tjilatjap               | Tjilatjap          | Sidakaja-Tjilatjap         | Djeroeklegi               |
| Midden-Java              | Semarang              | Banjoemas             | Banjoemas              | Tjilatjap        | Tjilatjap               | Tjilatjap          | Sidakaja-Tjilatjap         | Kawoenganten              |
| Midden-Java              | Semarang              | Banjoemas             | Banjoemas              | Tjilatjap        | Tjilatjap               | Kroja              | Kroja                      | Kroja                     |
| Midden-Java              | Semarang              | Banjoemas             | Banjoemas              | Tjilatjap        | Tjilatjap               | Kroja              | Kroja                      | Adipala                   |
| Midden-Java              | Semarang              | Banjoemas             | Banjoemas              | Tjilatjap        | Tjilatjap               | Kroja              | Kroja                      | Maos                      |
| Midden-Java              | Semarang              | Banjoemas             | Banjoemas              | Tjilatjap        | Tjilatjap               | Kroja              | Kroja                      | Binangoen                 |
| Midden-Java              | Semarang              | Banjoemas             | Banjoemas              | Tjilatjap        | Tjilatjap               | Kroja              | Kroja                      | Noesawoengoe              |
| Midden-Java              | Semarang              | Banjoemas             | Banjoemas              | Tjilatjap        | Tjilatjap               | Sidaredja          | Sidaredja                  | Sidaredja                 |
| Midden-Java              | Semarang              | Banjoemas             | Banjoemas              | Tjilatjap        | Tjilatjap               | Sidaredja          | Sidaredja                  | Karanganjar               |
| Midden-Java              | Semarang              | Banjoemas             | Banjoemas              | Tjilatjap        | Tjilatjap               | Sidaredja          | Sidaredja                  | Karangpoetjoeng           |
| Midden-Java              | Semarang              | Banjoemas             | Banjoemas              | Tjilatjap        | Tjilatjap               | Madjenang          | Djenang                    | Madjenang                 |
| Midden-Java              | Semarang              | Banjoemas             | Banjoemas              | Tjilatjap        | Tjilatjap               | Madjenang          | Djenang                    | Timanggoe                 |
| Midden-Java              | Semarang              | Banjoemas             | Banjoemas              | Tjilatjap        | Tjilatjap               | Madjenang          | Djenang                    | Wanaredja                 |
| Midden-Java              | Semarang              | Banjoemas             | Banjoemas              | Tjilatjap        | Tjilatjap               | Madjenang          | Djenang                    | Dajeuh-loehoer            |
| Midden-Java              | Semarang              | Banjoemas             | Banjoemas              | Karanganjar      | Karanganjar             | Karanganjar        | Karanganjar                | Karanganjar               |
| Midden-Java              | Semarang              | Banjoemas             | Banjoemas              | Karanganjar      | Karanganjar             | Karanganjar        | Karanganjar                | Karanggajam               |
| Midden-Java              | Semarang              | Banjoemas             | Banjoemas              | Karanganjar      | Karanganjar             | Karanganjar        | Karanganjar                | Adimoeljo                 |
| Midden-Java              | Semarang              | Banjoemas             | Banjoemas              | Karanganjar      | Karanganjar             | Gombong            | Gombong                    | Gombong                   |
| Midden-Java              | Semarang              | Banjoemas             | Banjoemas              | Karanganjar      | Karanganjar             | Gombong            | Gombong                    | Sempor                    |
| Midden-Java              | Semarang              | Banjoemas             | Banjoemas              | Karanganjar      | Karanganjar             | Gombong            | Gombong                    | Koewarasan                |
| Midden-Java              | Semarang              | Banjoemas             | Banjoemas              | Karanganjar      | Karanganjar             | Gombong            | Gombong                    | Goering                   |
| Midden-Java              | Semarang              | Banjoemas             | Banjoemas              | Karanganjar      | Karanganjar             | Rowokele           | Rowokele                   | Rowokele                  |
| Midden-Java              | Semarang              | Banjoemas             | Banjoemas              | Karanganjar      | Karanganjar             | Rowokele           | Rowokele                   | Ajah                      |
| Midden-Java              | Semarang              | Banjoemas             | Banjoemas              | Karanganjar      | Karanganjar             | Rowokele           | Rowokele                   | Boeajan                   |
| Midden-Java              | Semarang              | Banjoemas             | Banjoemas              | Karanganjar      | Karanganjar             | Pedjagoan          | Pedjagoan                  | Pedjagoan                 |
| Midden-Java              | Semarang              | Banjoemas             | Banjoemas              | Karanganjar      | Karanganjar             | Pedjagoan          | Pedjagoan                  | Sroeweng                  |
| Midden-Java              | Semarang              | Banjoemas             | Banjoemas              | Karanganjar      | Karanganjar             | Pedjagoan          | Pedjagoan                  | Petanahan                 |
| Midden-Java              | Semarang              | Banjoemas             | Banjoemas              | Karanganjar      | Karanganjar             | Pedjagoan          | Pedjagoan                  | Klirong                   |
| Midden-Java              | Semarang              | Banjoemas             | Banjoemas              | Bandjarnegara    | Bandjarnegara           | Bandjarnegara      | Bandjarnegara              | Bandjarnegara             |
| Midden-Java              | Semarang              | Banjoemas             | Banjoemas              | Bandjarnegara    | Bandjarnegara           | Bandjarnegara      | Bandjarnegara              | Bawang                    |
| Midden-Java              | Semarang              | Banjoemas             | Banjoemas              | Bandjarnegara    | Bandjarnegara           | Bandjarnegara      | Bandjarnegara              | Madoekara                 |
| Midden-Java              | Semarang              | Banjoemas             | Banjoemas              | Bandjarnegara    | Bandjarnegara           | Bandjarnegara      | Bandjarnegara              | Sigaloeh                  |
| Midden-Java              | Semarang              | Banjoemas             | Banjoemas              | Bandjarnegara    | Bandjarnegara           | Wanadadi           | Wanadadi                   | Wanadadi                  |
| Midden-Java              | Semarang              | Banjoemas             | Banjoemas              | Bandjarnegara    | Bandjarnegara           | Wanadadi           | Wanadadi                   | Bandjarmangoe             |
| Midden-Java              | Semarang              | Banjoemas             | Banjoemas              | Bandjarnegara    | Bandjarnegara           | Wanadadi           | Wanadadi                   | Poenggelan                |
| Midden-Java              | Semarang              | Banjoemas             | Banjoemas              | Bandjarnegara    | Bandjarnegara           | Wanadadi           | Wanadadi                   | Rakit                     |
| Midden-Java              | Semarang              | Banjoemas             | Banjoemas              | Bandjarnegara    | Bandjarnegara           | Karangkobar        | Semaja                     | Karangkobar               |
| Midden-Java              | Semarang              | Banjoemas             | Banjoemas              | Bandjarnegara    | Bandjarnegara           | Karangkobar        | Semaja                     | Kalibening                |
| Midden-Java              | Semarang              | Banjoemas             | Banjoemas              | Bandjarnegara    | Bandjarnegara           | Karangkobar        | Semaja                     | Wonojoso                  |
| Midden-Java              | Semarang              | Banjoemas             | Banjoemas              | Bandjarnegara    | Bandjarnegara           | Batoer             | Batoer                     | Batoer                    |
| Midden-Java              | Semarang              | Banjoemas             | Banjoemas              | Bandjarnegara    | Bandjarnegara           | Batoer             | Batoer                     | Pagentan                  |
| Midden-Java              | Semarang              | Banjoemas             | Banjoemas              | Bandjarnegara    | Bandjarnegara           | Batoer             | Batoer                     | Pedjawaran                |
|                          |                       | Kedoe                 |                        |                  |                         |                    |                            |                           |